# Royal Sporting Club Anderlecht
 (août 2025).
Pour les articles homonymes, voir Anderlecht (homonymie).
Maillots
Actualités

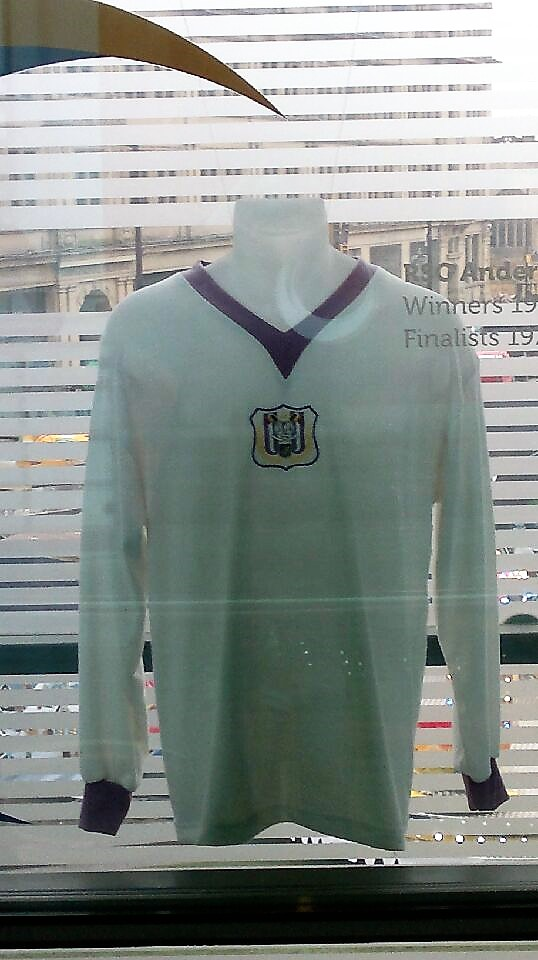
Maillot original du RSCA des années 70 exposé au musée du foot à Manchester

Le Royal Sporting Club d'Anderlecht, abrégé en RSC Anderlecht, est un club de football belge fondé en 1908 et basé dans la commune bruxelloise d'Anderlecht.
Le club omnisports du même nom est fondé le 27 mai 1908. Sa devise est « Mens sana in corpore sano » (en français : « un esprit sain dans un corps sain »). Le club omnisports a donné naissance à différentes associations, dont RSCA-Rugby, RSCA-Athlétisme et la section football, fondée deux jours après la création du club qui porte le matricule 35. Il existe également une section féminine depuis 1971.
Il s'agit du club de football belge le plus titré. Promu pour la première fois en première division du championnat de Belgique en 1921, un niveau qu'il n'a plus quitté depuis 1935, Anderlecht obtient son premier titre national en 1947. Depuis lors, Anderlecht a remporté le championnat à trente-quatre reprises. Sur la scène intérieure, le club a également enlevé neuf Coupes de Belgique. Le club a eu la chance de voir évoluer plusieurs de ses cadres en équipe nationale belge.
Par ailleurs, Anderlecht compte à son palmarès cinq trophées européens : la Coupe d'Europe des vainqueurs de coupe et la Supercoupe d'Europe, remportées en 1976 et 1978, ainsi que la Coupe UEFA, remportée en 1983. Ces succès lui valent d'apparaître au dixième rang du classement des clubs européens de football du XXe siècle selon l'IFFHS, et au premier rang belge, loin devant le FC Bruges et le Standard de Liège, ses deux principaux rivaux nationaux. Anderlecht est le 18e club le plus titré d’Europe.
Le club évolue lors de la saison 2023-2024 en Jupiler Pro League, premier niveau du football belge. C'est sa 104e saison en séries nationales et sa 94e parmi l'élite.
Le RSCA Anderlecht dispute ses matchs au parc Astrid depuis 1917. Le club est résident du Stade Constant Vanden Stock, rebaptisé Lotto Park depuis 2019 à la suite d'un contrat de naming avec la Loterie nationale.

## Anciens noms
- 1908-1933 : Sporting Club anderlechtois
- 1933-1993 : Royal Sporting Club anderlechtois
- Depuis 1993 : Royal Sporting Club Anderlecht

## Histoire

### Les débuts (1908-1935)
Le Sporting Club mauve et blanc est fondé le 27 mai 1908 dans l'intention de développer les activités footballistiques au sein de la commune d'Anderlecht. Devant les succès obtenus en matchs amicaux, les dirigeants décident d'inscrire le club en compétitions officielles, ce qui est fait le 8 avril 1909 avec l'affiliation à l'Union belge des Sociétés de sports athlétiques. En décembre 1926, lors de l'attribution des numéros matricule par l'Union Belge de Football Association, le club recevra le matricule 35.
Le club joue ses premiers matchs sur un champ, surnommé Le Scheut. Les Mauves y débutent en troisième division régionale, dont ils sont promus dès la première saison. En 1913, le RSCA de Theo Verbeeck accède en « Promotion » (équivalent D1B actuelle) du championnat national et termine à la quatrième place. La Première Guerre mondiale interrompt les compétitions officielles, tandis que le club se trouve un vrai terrain dans le parc du Meir (connu aujourd'hui comme le parc Astrid) où il emménage en 1917. Le nouveau stade est baptisé stade Emile Versé, en l'honneur du premier mécène du club.
Le championnat reprend lors de la saison 1919-1920 et Anderlecht manque la promotion dans l'élite de justesse, en terminant à la troisième place. Un an plus tard, le même classement lui vaut de disputer les barrages de montée, qu'il remporte sur le FC Liégeois. Pour leur première saison en première division, les Mauves se sauvent en terminant à la 12e place (sur 14), mais ils ne parviennent pas à réitérer la performance la saison suivante. De retour en première division un an plus tard, le club continue à prendre l'ascenseur entre les deux niveaux, subissant finalement quatre relégations de première division en moins d'une décennie (1923, 1926, 1928 et 1931).
Renommé Royal Sporting Club anderlechtois (RSCA) le 20 juin 1933, en obtenant le titre de Société Royale, le club intègre l'élite pour de bon en 1935 (année où la section rugby est créée).

### Les premiers succès nationaux (1935-1968)

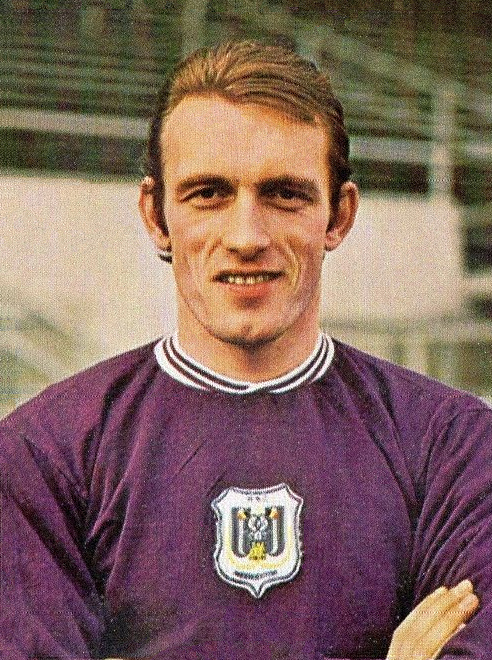
Paul Van Himst, l'une des légendes d'Anderlecht.

Cinquième de première division en 1939, sixième en 1941, 1942 et 1943, Anderlecht s'impose progressivement dans la première moitié du classement. Bénéficiant de l'efficacité prodigieuse de l'attaquant Jef Mermans, recruté en 1942 pour une somme record, Anderlecht se bat dorénavant pour remporter le titre. Dauphins du Royal Antwerp FC en 1944, en tête du championnat lorsqu'il est interrompu après une vingtaine de journées en 1945, troisièmes en 1946, les Mauves remportent enfin leur premier titre national en 1947, tandis que Mermans remporte son premier titre de meilleur buteur de Belgique avec 38 buts (en 36 journées).
Ce premier trophée inaugure une longue période de domination d'Anderlecht sur le football national : six nouveaux titres de champion sont enlevés entre 1949 et 1956, puis deux nouveaux en 1959 et 1962, et enfin un record de cinq championnats de Belgique consécutifs entre 1964 et 1968. L'Anglais William Gormlie, entraîneur de 1950 à 1960, et le Français Pierre Sinibaldi, qui prend sa suite jusqu'en 1966, marquent ainsi le club de leur empreinte. Le Français compose l'équipe belge dans une formation en 4-2-4, inspirée des deux doubles champions du monde brésiliens. Le joueur emblématique de cette équipe est Paul Van Himst, meilleur buteur du championnat en 1965, 1967 et 1969 et élu Soulier d'or belge en 1960, 1961, 1965 et 1974.
En parallèle, les Mauves découvrent les compétitions européennes : en 1955-1956, lors de la première édition de la Coupe des clubs champions européens, ils sont éliminés dès le premier tour par les Hongrois de Vörös Lobogó. Les saisons suivantes ne sont pas plus brillantes, avec des éliminations sévères au premier tour face à Manchester United puis les Glasgow Rangers.
En 1962-63, lors du tour préliminaire de la Coupe des clubs champions européens, le RSCA rencontre le grand Real Madrid, quintuple vainqueur de la compétition entre 1956 et 1960. Le match aller se solde par un match nul (3 à 3) à Santiago Bernabéu. La victoire des Belges au match retour (1-0, but de Joseph Jurion) lors du match retour au stade du Heysel permet à Anderlecht de connaître sa première qualification en coupe d'Europe et de devenir le premier club non espagnol à éliminer le Real Madrid sur l'ensemble de deux manches (prouesse que seul le Barça avait réussi lors de la saison 1960-1961). Vainqueurs du CSKA Sofia, les Belges défient en quart de finale devant 64 073 spectateurs (record d'affluence du club) les Écossais de Dundee FC, face auxquels ils s'inclinent finalement. Un an plus tard, Anderlecht élimine au premier tour les Italiens du Bologne FC au... tirage au sort, après un résultat nul en match d'appui, mais s'incline ensuite devant Liverpool FC.
Le 30 septembre 1964, lors de la rencontre opposant la Belgique aux Pays-Bas au stade du Bosuil à Anvers, le sélectionneur belge Constant Vanden Stock aligne au coup d'envoi dix joueurs d'Anderlecht (Jean Cornelis, Georges Heylens, Paul Van Himst, Jef Jurion, Laurent Verbiest, Johan Devrindt, Wilfried Puis, Jean Plaskie, Pierre Hanon, Jacky Stockman), puis onze après le remplacement à la mi-temps du gardien de but du FC Liégeois Guy Delhasse par Jean Trappeniers. Les « Diables Rouges », devenus le temps d'une mi-temps les « Diables Mauves », l'emportent difficilement 1-0 (grâce à Jef Jurion) mais n'empêchent pas le sélectionneur d'être vivement critiqué, d'autant plus que c'est le Standard de Liège (où évoluaient notamment Roger Claessen et Léon Semmeling) qui avait été sacré champion de Belgique quinze mois auparavant. Constant Vanden Stock s'est toujours défendu d'avoir sélectionné la meilleure équipe « poste pour poste », mais se disait convaincu que l'homogénéité du groupe jouerait en sa faveur.
En 1966, en quart de finale de la Coupe d'Europe des clubs champions, Anderlecht affronte de nouveau le Real Madrid. Vainqueurs en Belgique 1-0, les Bruxellois vont se plaindre au match retour de l'arbitrage du français Joseph Barbéran, qui, selon eux, offre un penalty aux Madrilènes, leur refuse un but tout à fait valable et expulse de façon injuste Jean Cornélis... L'adjectif « barberanesque » est, à ce titre, passé dans le jargon bruxellois[réf. nécessaire].
En 1967, 1968 et 1969, Anderlecht ne dépasse pas le deuxième tour de coupe d'Europe, éliminé par les Tchèques du Dukla Prague et du Sparta Prague, puis par les Anglais de Manchester United.

### Les années européennes (1968-1990)

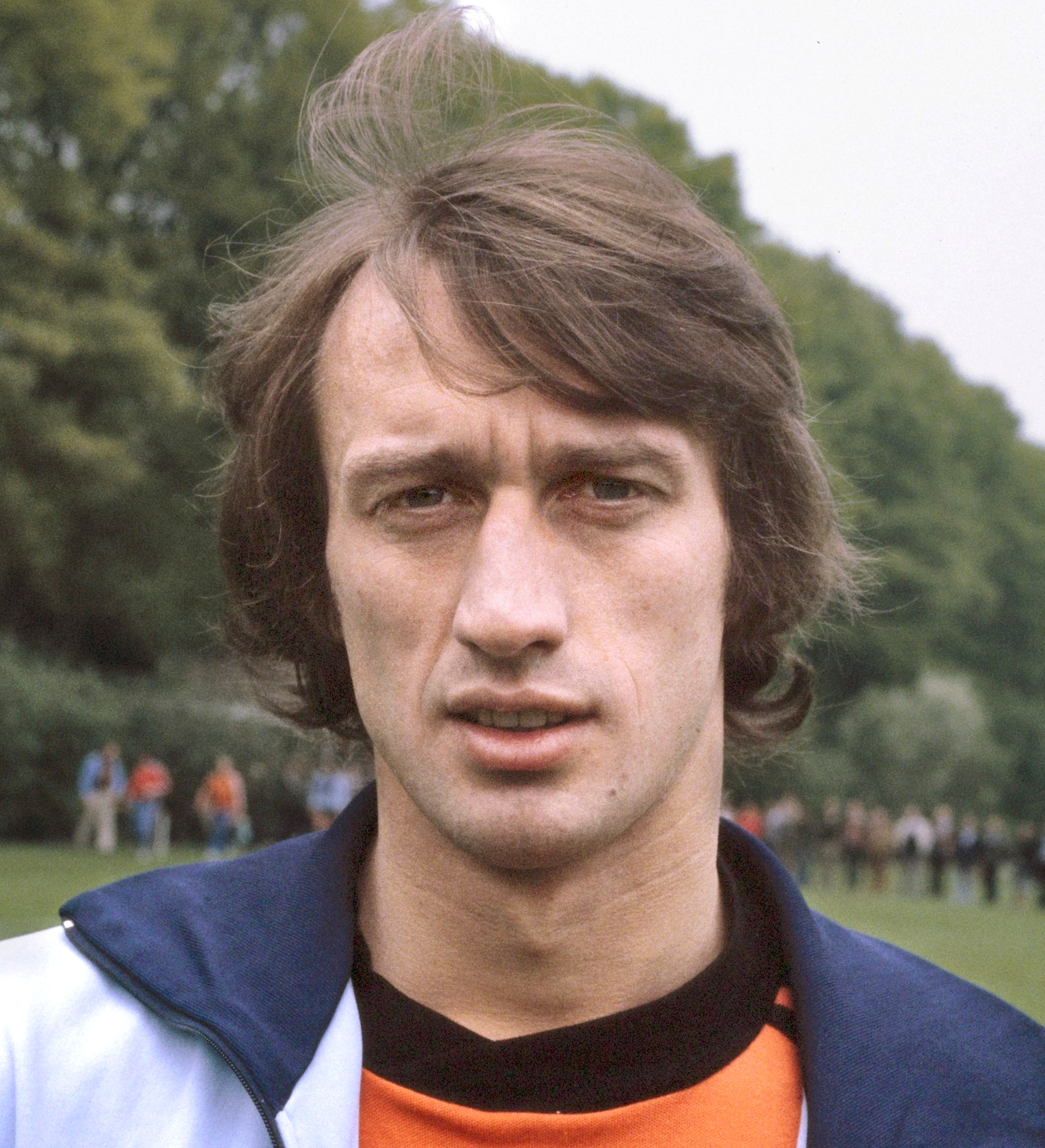
Rob 'Robbie' Rensenbrink, en 1978.

Après trois ans sans trophée, Anderlecht fait appel à Constant Vanden Stock, ancien sélectionneur de l'équipe nationale, comme président et recrute l'attaquant vedette du Club Bruges KV, Rob Rensenbrink. Le club bruxellois remporte dans la foulée son quinzième titre de champion en 1972, en doublant le Club Bruges lors de la dernière journée. L'année suivante est plus difficile, puisque les Mauves terminent à la sixième place, leur pire classement depuis 1952, laissant les Brugeois remporter enfin le championnat, après cinq saisons terminées à la deuxième place.
Cette séquence marque le début d'une grande rivalité entre les deux clubs, exacerbée par leurs succès respectifs dans les années 1970. Anderlecht est de nouveau champion de Belgique en 1974, mais ne remporte plus qu'un seul titre national entre 1975 et 1984 (contre quatre au Club Bruges). C'est lors des compétitions européennes qu'Anderlecht s'affirme à cette époque.
Les Bruxellois sont les premiers Belges à atteindre une finale européenne lors de la Coupe des villes de foires 1969-1970, l'ancêtre de la Coupe UEFA. Après avoir éliminé Newcastle United et l'Inter Milan, ils s'inclinent finalement en finale face aux Anglais d'Arsenal FC, malgré une victoire 3-1 lors du match aller.
Vainqueurs de la coupe de Belgique en 1972, 1973, 1975 et 1976, Anderlecht va connaître son âge d'or en Coupe des coupes.
En 1975-1976, après avoir éliminé dans la douleur le FC Rapid Bucarest, le FK Borac Banja Luka, Wrexham AFC, les Mauves du Néerlandais Hans Croon ne laissent aucune chance en demi-finale aux Est-Allemands du BSG Sachsenring Zwickau (2-0, 3-0), pourtant tombeurs du Celtic Football Club. La finale de la Coupe des coupes 1976, au stade du Heysel, les voit disposer des Anglais de West Ham United (4-2), grâce à deux doublés de Rob Rensenbrink et de François Van Der Elst. Vainqueur dans la foulée de la Supercoupe d'Europe face au Bayern Munich (1-2, 4-1), le RSC Anderlecht est le premier club belge à remporter un trophée continental.
Anderlecht, dont le nouvel entraîneur est Raymond Goethals, défend son titre européen avec abnégation l'année suivante, éliminant Roda JC, Galatasaray SK, les Anglais de Southampton FC et les Italiens de SSC Napoli. Les Belges s'inclinent finalement en finale face aux Allemands du Hambourg SV (0-2), encaissant deux buts en fin de partie. Battu également en finale de coupe de Belgique en 1977 par le Club Bruges (3-4), Anderlecht "bénéficie" du doublé coupe-championnat de son grand rival pour se qualifier pour la troisième fois consécutive en Coupe des coupes. Après avoir disposé du Lokomotiv Sofia au premier tour, il retrouve sur sa route le Hambourg SV en huitième de finale. Vainqueur en Allemagne (2-1), il conserve le match nul au retour (1-1) et obtient sa revanche de l'an passé. Le FC Porto, le FC Twente et les Autrichiens du FK Austria Vienne ne font pas le poids face aux Mauves, qui remportent une deuxième fois la compétition. La finale de la Coupe des coupes 1978 ne laisse pas la place au suspense, avec deux doublés de Rob Rensenbrink et de Gilbert Van Binst (4-0). De nouveau, les Belges remportent la Supercoupe d'Europe, face au Liverpool FC (3-1, 1-2), tombeur du Club Bruges en finale de la C1.
En 1980 le club signe l'entraîneur yougoslave Tomislav Ivic et recrute des joueurs qui deviendront importants comme Luka Peruzovic, Morten Olsen ou encore Juan Lozano. Après sept saisons sans succès, Anderlecht remporte son 18e titre de champion en 1981 et dispute la Coupe des clubs champions européens 1981-1982. Vainqueurs du Widzew Lódz, de la Juventus et de l'Étoile rouge de Belgrade, sans perdre un seul match, les Mauves s'inclinent en demi-finale face aux Anglais d'Aston Villa (1-0, 0-0).
À l'issue de cette saison, l'ancien joueur emblématique Paul Van Himst signe comme entraîneur. Dauphin du Standard de Liège, Anderlecht retrouve la Coupe UEFA en 1982-1983. Menés par un Franky Vercauteren au sommet de son talent, les Belges disposent sans trembler du FC Porto, du FK Sarajevo, de Valence CF et des Bohemians Prague, avant de battre le Benfica Lisbonne en finale, sur deux matchs (1-0, 1-1). Ce nouveau succès porte alors à cinq le nombre de trophées européens au palmarès du RSC Anderlecht.
De nouveau dauphin du Standard sur la scène nationale, Anderlecht peut défendre son titre européen l'année suivante. Vainqueur du Bryne FK, du Baník Ostrava, des Français du RC Lens et du Spartak Moscou, les Belges affrontent les Anglais de Nottingham Forest, champions d'Europe trois ans plus tôt. Battus 2-0 en Angleterre, ils parviennent à renverser la situation au match retour (3-0). À la fin des années 1990, il apparaîtra que l'arbitre du match retour a bénéficié d'un « prêt » de la part du président du club belge avant le match. Anderlecht affronte finalement les Londoniens de Tottenham Hotspur en finale. Après un match nul 1-1 en Belgique, les Mauves ne peuvent faire mieux qu'un match nul sur le même score à White Hart Lane, et s'inclinent finalement lors de la séance de tirs au but (4-3).

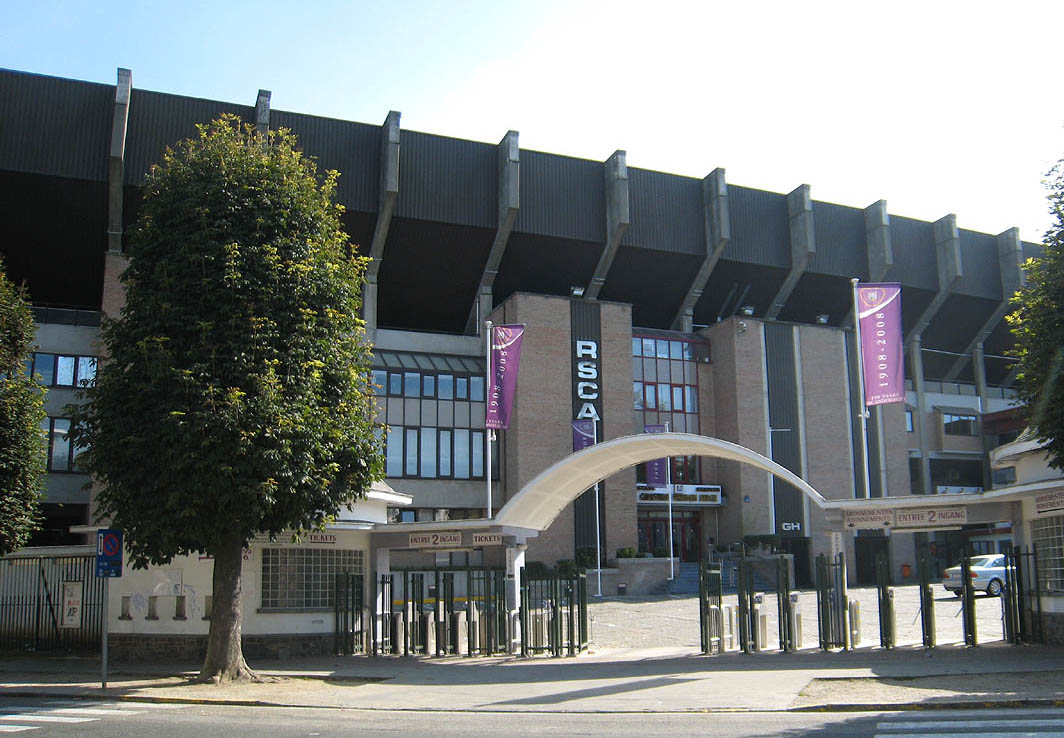
La façade du Stade Constant Vanden Stock

Porté par le talent émergent du jeune Enzo Scifo et bénéficiant de la reconstruction complète du vieux stade Émile Versé (renommé à cette occasion Stade Constant Vanden Stock, du nom de son président emblématique), Anderlecht assoit à cette époque sa domination sur le football national en remportant le championnat trois fois d'affilée (1985, 1986, après un match de barrage contre Club Bruges, et 1987), sous la direction de Van Himst puis de Arie Haan. En Coupe des clubs champions européens, Anderlecht est demi-finaliste en 1986 (arrêté par le Steaua Bucarest après avoir battu le Bayern Munich), quart-de-finaliste en 1987 (arrêté par le Bayern Munich après avoir battu le Steaua Bucarest) et en 1988 (éliminé par le Benfica Lisbonne).
Affaibli par les départs de Vercauteren, Scifo et Lozano (gravement blessé à la jambe après un tacle du défenseur du KSV Waregem Yvan Desloover (nl)), Anderlecht abandonne son titre de champion lors de la saison 1987-1988 mais remporte la Coupe de Belgique en 1988 et 1989. En Coupe des coupes, les Mauves s'offrent à nouveau une belle épopée en battant notamment le FC Barcelone et le Dinamo Bucarest, mais s'inclinent finalement en finale face à la Sampdoria Gênes, sur un doublé de Gianluca Vialli en prolongation (2-0). Avec deux titres et quatre finales, Anderlecht est le club le plus titré de la compétition derrière le FC Barcelone.
Une génération de joueurs talentueux (Luc Nilis, Marc Degryse, Danny Boffin, Philippe Albert, Bertrand Crasson...) permet au club de retrouver sa domination sur le football belge au début des années 1990, concrétisée par quatre nouveaux titres de champion entre 1990 et 1995.
Au niveau européen, Anderlecht souffre cependant de plus en plus de son potentiel économique relativement réduit comparativement aux clubs des grands championnats. Avec l'introduction du système de poules en coupe d'Europe en 1991 et la création de la Ligue des champions de l'UEFA en 1992, il devient plus difficile de réussir un bon parcours européen. Anderlecht est éliminé en phase de poules en 1992, 1994 et 1995, et même dès le tour préliminaire en 1996 par les Hongrois de Ferencváros.
Le 1er juillet 1993, à l'occasion de la fusion avec le club féminin Brussel Dames '71 (8190), le club change sa dénomination et devient le Royal Sporting Club Anderlecht.

### L'après Bosman (depuis 1996)
La deuxième moitié des années 1990 voit le club obtenir des résultats plus décevants, malgré le talent de son meneur de jeu suédois Pär Zetterberg. Quart-de-finaliste de la Coupe UEFA en 1996–1997 face à l'Inter Milan (1-1, 1-2), Anderlecht est distancé en championnat et traverse plusieurs années sans nouveau trophée ni résultat notable, d'autant que les meilleurs joueurs belges quittent le pays pour jouer dans les meilleurs championnats étrangers du fait de l'arrêt Bosman.
En 1999, l'entraîneur Aimé Anthuenis est recruté. L'effet est immédiat: Anderlecht réalise une saison pleine. Il remporte son 25e titre national ainsi que la Supercoupe de Belgique. En 2001, le Sporting se qualifie pour le second tour de la Ligue des champions en finissant premier de son groupe devant Manchester United, le PSV Eindhoven et le Dynamo Kiev. La vente du duo d'attaquant vedettes Tomasz Radzinski et Jan Koller (pour respectivement 200 millions de francs belges à Everton et 500 millions au Borussia Dortmund) permet le retour de Pär Zetterberg, considéré par certains comme le joueur le plus influent du club depuis Vercauteren. L'année suivante, les joueurs du Sporting remportent à nouveau le titre national et la Supercoupe.
De 2003 à 2006, grâce à des joueurs comme Zítka, Wilhelmsson, Aruna Dindane mais également à la sortie du centre de formation de talents comme Vincent Kompany ou Anthony Vanden Borre, Anderlecht est sacré champion une nouvelle fois et accède cinq fois d'affilée à la phase finale de la Ligue des champions, sans toutefois connaître le succès des années précédentes.
En 2007, le Sporting obtient son 29e titre de champion de Belgique devant le Racing Genk. Le manager Herman Van Holsbeeck, à la suite de la retraite de Zetterberg et au départ de Kompany et Wilhelmsson à Hambourg et Nantes, pour un total de 15 millions d'euros, décide de recréer une toute nouvelle équipe. Anderlecht recrute alors Mbark Boussoufa à La Gantoise et exploite sa filière argentine en recrutant des talents comme Lucas Biglia et Nicolás Frutos. Il attire aussi le meilleur joueur de la CAN Ahmed Hassan. Mais en dépit de l'argent dépensé, Anderlecht n'est plus capable d'accéder à la Ligue des champions de l'UEFA.
En 2008, après des débuts difficiles en Jupiler League, Anderlecht s'offre le luxe d'éliminer les Girondins de Bordeaux en seizième de finale de la Coupe UEFA avant de l'emporter sur le terrain du Bayern Munich (1-2) malgré une lourde défaite à l'aller (0-5), quittant donc cette compétition par la grande porte. Cette même année, Anderlecht remporte la Coupe de Belgique au détriment de La Gantoise (3-2) au Stade Roi Baudouin et sauve ainsi sa saison 2007-2008 en s'offrant par la même occasion un magnifique cadeau pour son centenaire.

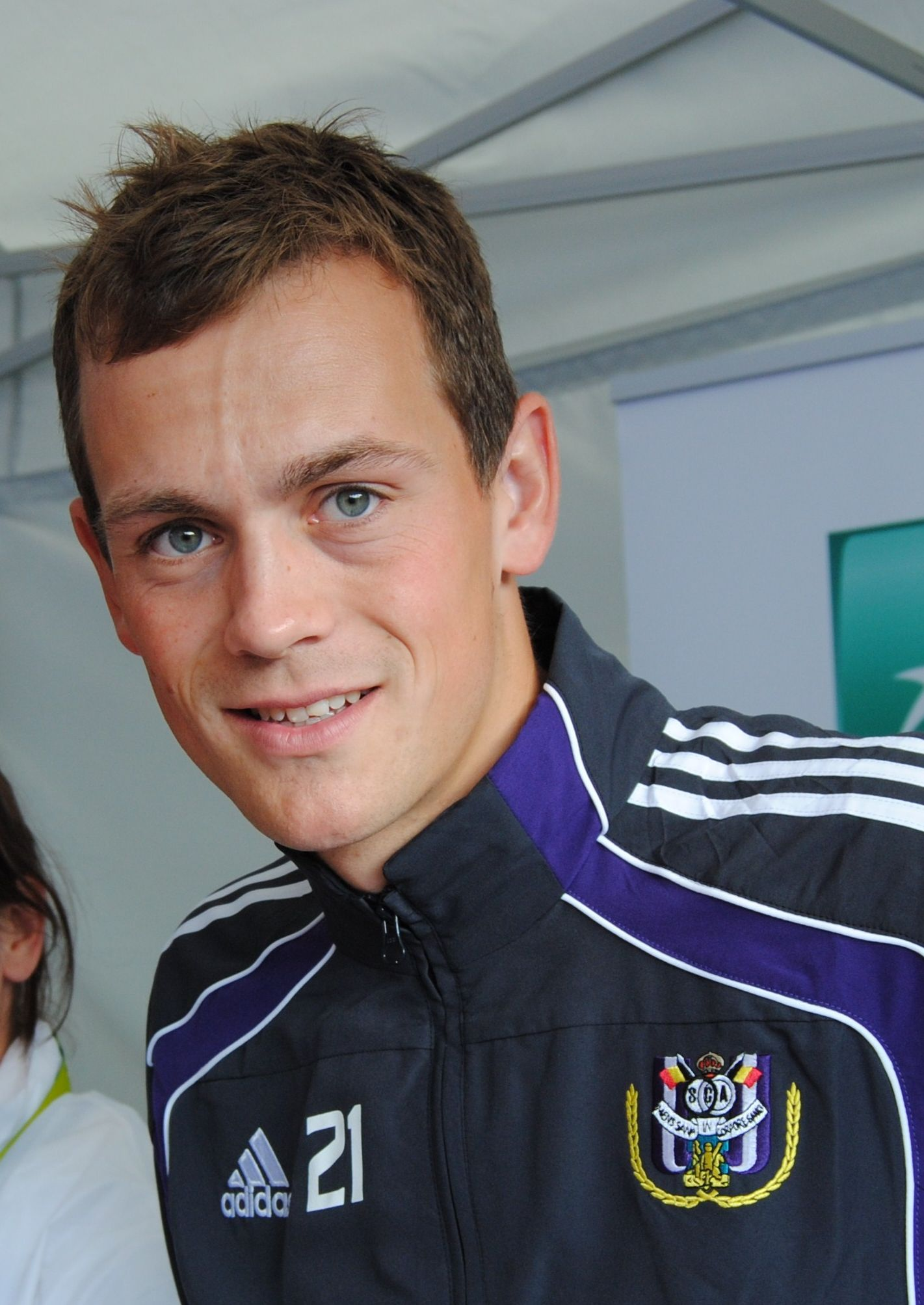
Tom de Sutter, sous le maillot d'Anderlecht.

Dès le mois d'août 2008, Anderlecht bute contre le BATE Borisov et quitte toute compétition européenne. Après des débuts timorés, le club reprend la première place du championnat et compte quatre points d'avance sur son plus proche poursuivant, le Standard de Liège, à la trêve hivernale. Au même moment, Tom De Sutter, grand espoir du football belge, rejoint les rangs anderlechtois en provenance du Cercle de Bruges pour remplacer Frutos souvent blessé mais peine à confirmer les espoirs placés en lui. Le club finit premier du championnat à égalité de points avec le Standard de Liège. Le titre doit donc se jouer lors de « test-matchs ». À la suite d'un partage lors du match aller à domicile (1-1) et une défaite à l'extérieur (1-0), il se retrouve second et se qualifie donc pour le troisième tour de qualification pour la prochaine Ligue des champions.
Le 28 juillet 2009, Anderlecht remporte le 150e match européen de son histoire en battant le club turc de Sivasspor sur le score de 5-0 en match aller du troisième tour préliminaire de la Ligue des champions. Au quatrième et dernier tour préliminaire, les Anderlechtois sont éliminés par l'Olympique lyonnais (5-1 à Lyon, 1-3 à Bruxelles) et sont donc versés en Ligue Europa. En phase de poules, ils y retrouvent l'Ajax Amsterdam, le Dinamo Zagreb et le FC Timisoara. Ils réussissent à battre le Dinamo Zagreb chez eux 0-2, tiennent le nul face au Roumains de FC Timisoara 0-0 (en Roumanie) et les battent à Anderlecht (3-1). Ils tiennent aussi l'Ajax Amsterdam en match nul 1-1 en Belgique, avant de les battre 1-3 au match retour à Amsterdam avec notamment deux buts du jeune prodige Romelu Lukaku. En seizième de finale, Anderlecht élimine l'Athletic Club Bilbao (partage 1-1 à San Mames et victoire 4-0 au Parc Astrid), 5-1. En huitième de finale, Anderlecht est éliminé par Hambourg SV (défaite 3-1 à Hambourg et victoire 4-3 au Parc Astrid), 6-5.
Le 11 février 2010, le club fonde, aux côtés de l'association sans but lucratif, une société anonyme s'ouvrant ainsi à d'autres capitaux.
Anderlecht remporte la saison 2009-2010, et est sacré pour la trentième fois champion de D1.
À la trêve du championnat (2010 - 2011), Anderlecht est leader avec six points d'avance et avec un match d'avance sur le Racing Genk. Le 7 mars 2011, la légende anderlechtoise Mbark Boussoufa signe au FK Anji Makhatchkala, où il perçoit la somme de 3,5 millions d'euros net par an. Son départ pèsera lourd pour les play-offs 1 du championnat.
Au début des play-offs 1, Anderlecht est leader avec un point d'avance sur le Racing Genk. Anderlecht perd contre le Standard de Liège (1 - 3) lors de la première journée des play-offs, cédant le leadership à Genk. Finalement, le club termine troisième du championnat après Genk (champion) et le Standard de Liège.

### Le "Nouveau" R. SC Anderlecht

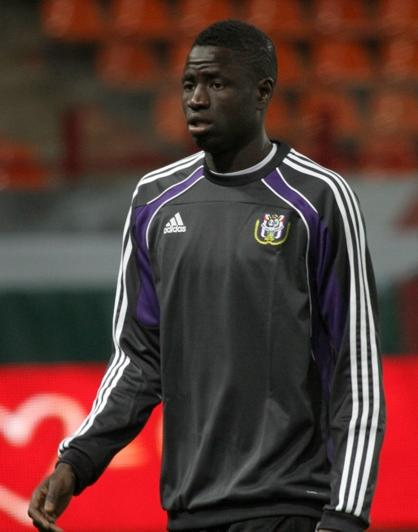
Cheikhou Kouyaté, en 2011.

À la suite des play-offs négatifs du club, la direction décide d'effectuer de nombreux transferts : Guillermo Molins, Behrang Safari et Ronald Vargas sont les trois plus importants transferts du club en début de mercato, . Suivent ensuite Samuel, Diogo (en) et Denis Odoi. Au début du mois d'août, le club s'attache les services de Milan Jovanović mais voit partir son jeune prodige Romelu Lukaku à Chelsea, désireux de suivre les pas de son idole, Didier Drogba. Pour le remplacer, le club prend le pari risqué de recruter l'ancien joueur du Standard Dieumerci Mbokani. Le RSCA souhaite également recoller avec un modèle financier stable. Nanti d'une bonne situation financière en 2006, le club a laissé filer 11 millions d'euros de pertes entre 2007 et 2010. Loin d'avoir un bilan comptable en négatif, comme c'est le cas des grandes formations européennes, le manager financier Herman Van Holsbeeck, qui a dû piocher dans les réserves ces dernières années, assure qu'une qualification en Ligue des champions pour la saison 2012-2013 relancerait totalement la société. Après un début raté à cause d'une blessure, Dieumerci Mbokani va connaître une véritable résurrection et devenir un des grands artisans du trente et unième sacre. Mais ce sont aussi des joueurs du noyau 2010-2011 qui vont exploser. Cheikhou Kouyate, replacé en défense centrale au côté de Roland Juhasz, va enfin répondre à tous les espoirs placés en lui. Sacha Kljestan, dont on pensait le transfert raté, va gagner sa place dans le 11 de base au milieu de terrain. Matias Suarez, alias "el artista", véritable révélation de l'année, gagne même le soulier d'or. Au mercato d'hiver, l'accord avec le TP Mazembe permet la signature de Patou Kabangu et de Bedi Mbenza. En tête du championnat au début des playoffs 1, malgré un jeu très critiqué, le RSC Anderlecht est sacré champion à deux journées de la fin, notamment grâce au retour en forme de Kanu.
Le 29 mai 2012, le RSC Anderlecht annonce que c'est le Néerlandais John van den Brom, ancien entraîneur de Vitesse Arnhem, qui est nommé nouvel entraîneur. Il succède ainsi à Ariel Jacobs. Encore sous contrat avec Vitesse Arnhem, van den Brom est libéré contre un montant d’environ 400 000 euros. Il devient le cinquième entraîneur néerlandais de Jupiler Pro League après Mario Been (Genk), Adrie Koster (Beerschot), Ron Jans (Standard) et Harm van Veldhoven (FC Malines).
Lors de sa conférence de presse, John van den Brom dit vouloir prôner un jeu très offensif, sans être naïf pour autant, et surtout attractif. Il fait déjà savoir par la même occasion son envie de faire souffler un vent de jeunesse chez les Mauves et Blancs.

### La qualification en Ligue des champions 2012-2013
John van den Brom à peine arrivé, une grosse pression pèse déjà sur lui. Les dirigeants anderlechtois veulent une qualification pour les poules de la Ligue des champions. Après voir disposé facilement d'Ekranas (5-0 ; 0-6), les Mauves héritent de Limassol, un tirage plus compliqué que pensé de prime abord.
Perdre la double confrontation est impensable pour Anderlecht. Pourtant à l'aller, Anderlecht s'incline 2-1 malgré un but de Dieumerci Mbokani, surpris par la solidité et le fabuleux pressing des Chypriotes.
Au match retour, Anderlecht se retrouve dans l'obligation de gagner le match par 1-0 ou plus de deux buts d'écart si Limassol marque. Après de nombreuses occasions et un manque de chance évident, c'est encore une fois Dieumerci Mbokani qui libère les Mauves à la suite d'un superbe centre du tout jeune Massimo Bruno. Par la suite, après un duel gagné par Kanu, Oleksandr Iakovenko donne au score son allure définitive, permettant à Anderlecht de se qualifier pour les phases de poules, chose qui n'était plus arrivée depuis cinq ans.

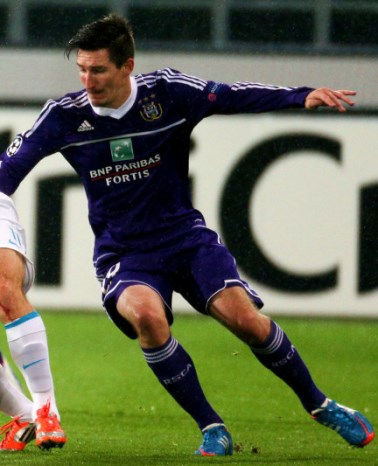
Sacha Kljestan, à la lutte avec un joueur du Zenit Saint-Petersbourg.

En championnat, les Anderlechtois sont troisièmes à la mi-septembre avec 3 victoires et 4 matchs nuls. En phase de groupes de la Ligue des Champions, les Mauves affrontent l'AC Milan, le Zenith Saint-Petersbourg et Malaga. Le premier match des hommes de John Van den Brom est encourageant : au terme d'un match assez équilibré, les équipes se quittent dos à dos au Stade San Siro (0-0). La suite est plus compliquée, l'équipe subissant une déroute à domicile contre Malaga (0-3). Ils perdent également au Stade Krestovski contre le Zenith Saint-Petersbourg (1-0) avant de prendre leur revanche face au même adversaire deux semaines plus tard au Stade Constant Vanden Stock (1-0), à la suite d'un but de Dieumerci Mbokani. Anderlecht s'incline contre l'AC Milan dans son stade (1-3), arrache le nul face à Malaga (2-2) au Stade de La Rosaleda mais est néanmoins éliminé de la compétition en terminant 4e du groupe.
Malgré la déception de l'élimination en Coupe d'Europe, le Sporting balaye tout sur son passage en Jupiler Pro League. En effet, les Mauves terminent l'année 2012 avec 11 victoires consécutives : 5-0 contre La Gantoise, 1-4 contre K.V Mechelen, 6-1 contre le Club de Bruges, 1-0 contre Courtrai, 1-4 contre le Beerschot, 2-1 contre le Cercle de Bruges, 0-5 contre RAEC Mons, 2-1 contre OH Leuven, 2-4 contre KRC Genk, 4-1 contre le Lierse et 0-2 contre Lokeren.
Lors de la trêve hivernale, le club laisse partir Roland Juhasz (en prêt à Videoton), Kanu (au Terek Grozny), Guillermo Molins (en prêt au Bétis Séville) et Osama Hawsawi (à Al-Ahli). Du côté des arrivées, Anthony Vanden Borre fait son grand retour au Parc Astrid. Frank Acheampong (Buriram United), Andy Najar (D.C United), Demy de Zeeuw (Spartak Moscou) ainsi que Samuel Armenteros (Heracles Almelo) font, eux, leur première apparition dans l'équipe. Anderlecht termine à la première place lors de la phase régulière du championnat et aborde les play-offs de façon relativement sereine mais conscient du faible écart avec son dauphin, Zulte Waregem. Défaits à domicile contre KRC Genk (0-1), contraints au match nul contre le Standard (0-0) ainsi que contre le Club de Bruges (1-1), les Mauves retrouvent la victoire contre Lokeren (3-0). Ils vont ensuite perdre la tête du championnat à la suite de deux défaites consécutives contre Zulte Waregem (2-1) et le Club de Bruges (2-1). Le Sporting est dos au mur : s'il ne redresse pas la barre, il laissera échapper le titre au profit de Zulte Waregem. La réaction ne se fait pas attendre : trois victoires plus tard (2-0 contre le Standard, 1-2 contre le KRC Genk et 2-4 contre Lokeren), Anderlecht devient champion grâce au match nul contre Zulte-Waregem (1-1) lors de la dernière journée des play-offs.

### Ligue des champions et retournement de situation en play-offs 2013-2014
À l'été 2013, des joueurs importants quittent le navire : Dieumerci Mbokani (au Dynamo Kiev), Lucas Biglia (à la Lazio Rome), Tom de Sutter (au Club de Bruges), Behrang Safari (au FC Bâle), Marcin Wasilewski (à Leicester) et Roland Juhasz (à Videoton). Les Bruxellois accueillent Aleksandar Mitrovic (Partizan Belgrade), Luka Milivojević (Étoile Rouge de Belgrade), Fede Vico (Córdoba CF), Fabrice N'Sakala (Troyes) et Frank Acheampong, définitivement acheté à Buriram United.
Le RSC Anderlecht champion 2012-2013, est directement qualifié pour les groupes de l'UCL. Le 29 août, lors du tirage, Anderlecht devra affronter le Paris Saint-Germain, le Benfica Lisbonne et l'Olympiakos. Les Mauves ne glanent qu'un seul point sur 18 en phase de groupes : malgré un bon résultat à Paris (1-1), leur bilan en Ligue des Champions est faible, avec des défaites contre SLB Benfica (2-0 et 2-3), le Paris Saint-Germain (0-5) et l'Olympiakos (0-3 et 3-1).
2e du championnat fin décembre, les dirigeants ne réalisent qu'un seul transfert : David Pollet (en provenance de Charleroi).
En mars 2014, l'entraîneur néerlandais John Van den Brom est licencié, laissant son poste à Besnik Hasi. Anderlecht ayant réalisé un championnat décevant, n'étant qu'à la troisième place au début des play-offs, débutent ces derniers par une défaite au Stade de Sclessin, contre le Standard de Liège (1-0). 4e à neuf journées de la fin des play-offs, les Mauves se doivent de rebondir, ce qu'il feront contre le Club de Bruges (3-0) puis contre Lokeren (1-2). Après un match nul contre Zulte Waregem (0-0) et une défaite contre Genk (1-0), l'équipe emmenée par Silvio Proto commença une véritable remontée. Le Standard fut le premier à en faire les frais (2-1), ce fut ensuite au tour de Bruges (0-1), Genk (4-0), Zulte-Waregem (1-2) et enfin Lokeren (3-1). C'est le troisième sacre d'Anderlecht d'affilée. Le limogeage de John Van den Brom ainsi que la nomination de Besnik Hasi comme T1 y aura grandement participé. Ce dernier a d'ailleurs remporté le trophée de coach de l'année, lui qui a permis l'éclosion de nombreux jeunes qui ne progressaient plus avec John van den Brom.

### La seconde année de Besnik Hasi à la tête d'Anderlecht en 2014-2015
L'entraîneur albanais Besnik Hasi a pu compter sur les arrivées de Steven Defour (du FC Porto), d'Ibrahima Conté (de Zulte-Waregem) et Maxime Colin (de Troyes). Rayon départs, Cheikhou Kouyaté est transféré à West Ham United, Massimo Bruno au RB Leipzig, David Pollet à La Gantoise et Luka Milivojevic est prêté avec option d'achat à l'Olympiacos.
L'année 2014-2015 débute avec un trophée. En effet, ils s'adjugent la Supercoupe de Belgique contre Lokeren (2-1).
Ils enchaînent avec trois victoires consécutives contre Mouscron-Péruwelz (3-1), le KV Ostende (0-2) et Charleroi (1-0). Le bon début des mauves est à relativiser, ces derniers glaneront six points sur douze possibles contre Westerlo, Waasland-Beveren, le Club de Bruges et Lierse.

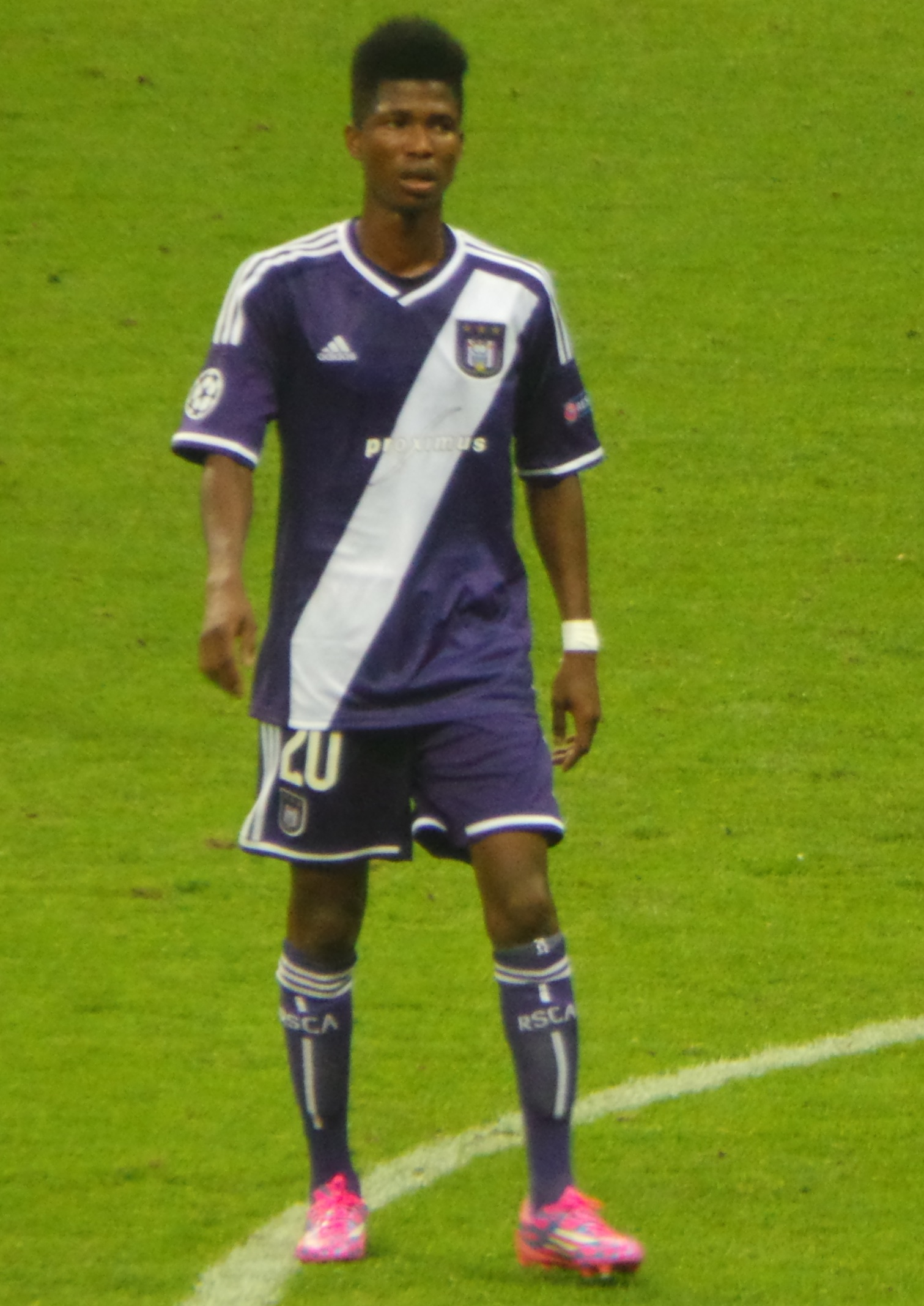
Ibrahima Conté, sous le maillot d'Anderlecht en Ligue des champions.

Ils débuteront leur campagne d'Ligue des champions par un partage au Türk Telekom Arena contre Galatasaray SK (1-1). Leur second match en Ligue des champions se solde par une défaite cinglante à domicile (0-3) contre le Borussia Dortmund. Après avoir gagné huit points sur douze en Championnat de Belgique, les Mauves abordent avec confiance la double confrontation contre Arsenal. Ils doivent néanmoins s'incliner à domicile après avoir livré une belle prestation (1-2). En déplacement à Londres, à l'Emirates Stadium, les Mauves et Blancs vont vivre un véritable calvaire pendant soixante minutes, le compteur affichant trois buts à zéro. Mais c'était sans compter sur un Anthony Vanden Borre des grands soirs, qui sonne la révolte à la 61' et à la 73'(sur penalty). Les dernières minutes sont difficiles pour le club anglais d'Arsenal, qui résiste toutefois aux offensives anderlechtoises. À la 90', c'est l'explosion de joie pour Anderlecht et ses supporters, Aleksandar Mitrovic égalisant dans les derniers instants de la partie (3-3). Ce match est désormais considéré comme un des matchs "référence" d'Anderlecht, qui ce soir-là, a multiplié les efforts pour arracher un résultat. Les Bruxellois confirmeront le résultat réalisé en Angleterre contre La Gantoise (0-2). Ils perdront contre Charleroi (3-1) mais s'imposeront contre Galatasaray SK (2-0), ce qui validera leur troisième place et leur ticket pour la Ligue Europa. Lors du dernier match de leur poule en Ligue des champions, les Anderlechtois tiennent tête au Borussia Dortmund, mais sont néanmoins éliminés de la compétition.
Assurés de passer l'hiver européen, les Champions de Belgique 2013-2014 terminent en beauté l'année avec un bilan de douze points sur quinze.
Anderlecht arrive à recruter Rolando, Marko Marin et Idrissa Sylla au mercato d'hiver. Cependant, ces trois transferts ne convaincront pas, alors qu’un joueur au passé de joueur prometteur comme Marko Marin était censé apporter plus de qualité à l'effectif. Le manque de recrutement aux postes-clés va être préjudiciable aux Mauves : ils sont éliminés en Ligue Europa contre le Dynamo Moscou (3-1 cumul.), perdent en finale de Cofidis Cup contre le Club de Bruges (2-1) et terminent le championnat derrière le Club de Bruges et La Gantoise, champion de Belgique pour la première fois de son histoire.
À la suite de sa 3e place au classement de la Jupiler Pro League 2014-2015 le RSC Anderlecht accède à la Ligue Europa 2015-2016.

### Une troisième année fatale à Besnik Hasi (2015-2016)
Anderlecht réalise un mercato estival ambitieux, attirant des renforts comme Stefano Okaka (Sampdoria), Kara Mbodj (KRC Genk), Ivan Obradovic (KV Mechelen), Imoh Ezekiel (prêté par Al Arabi) et Frank Boeckx (Antwerp). Les Bruxellois vendent deux membres importants du noyau à Newcastle United : Aleksandar Mitrovic et Chancel Mbemba. Luka Milivojevic, Samuel Armenteros et Maxime Colin quittent aussi l'équipe. Le début de championnat est bien négocié par les Mauves, qui récoltent treize points sur vingt-et-un, ce qui les place deuxième au classement au terme de la septième journée de Jupiler Pro League. Anderlecht entame son périple européen par un partage contre l'AS Monaco (1-1).
Le match suivant se solde par une défaite surprise en Azerbaïdjan contre le FK Qarabag Agdam (1-0). Au sortir de leur victoire écrasante contre Zulte Waregem (4-0), les Anderlechtois s'imposent contre Tottenham Hotspur au Stade Constant Vanden Stock (2-1). Deux semaines plus tard, Tottenham prend sa revanche au White Hart Lane, grâce aux buts d'Harry Kane et de Mousa Dembélé (2-1). Les troupes de Besnik Hasi terminent l'année 2015 deuxième derrière le Club de Bruges et se qualifient pour les huitièmes de finale de la Ligue Europa après les victoires contre l'AS Monaco (0-2) et le FK Qarabag Agdam (2-1).
Quatre transferts seront effectués durant la trêve hivernale : Stéphane Badji (Basaksehir FK), Rafael Galhardo (en) (Santos FC), Alexander Büttner (prêté par le Dynamo Moscou) et Filip Djuricic (prêté par le SLB Benfica). Les Bruxellois recommencent leur année par une défaite contre La Gantoise (0-2) et deux victoires contre le Sporting de Charleroi (2-1) et Saint-Trond (2-1). Le mois de février fait place aux joutes européennes, où le Sporting sera opposé à l'Olympiakos Piraeus. Le match à domicile se termine par une victoire tardive d'Anderlecht (1-0) sur un but de Kara Mbodj. Le match retour au Stade Karaïskaki, connu pour son ambiance, réservera un match de haut niveau européen, malheureusement entachée par l'arbitrage de Monsieur Arnold Hunter (en). En effet, certains observateurs exprimèrent leur suspicion quant à la prestation de M.Hunter, le RSC Anderlecht ayant été lésé à trois reprises : une carte rouge non donnée à Alberto Botià pour une faute sur Frank Acheampong qui partait seul au but, un penalty sifflé en faveur de l'Olympiakos sur une faute de main inexistante de Stéphane Badji et le fait de ne donner qu'une « simple » carte jaune à Alberto Botià qui a fauché avec son pied en avant Filip Djuricic, qui plus est en position de dernier homme. Les Mauves, menés 1-0, se battront jusqu'au bout, ce qui finira par payer : Frank 'Franky' Acheampong inscrira un but improbable en pleine lucarne en prolongations et crucifiera Roberto Jiménez une seconde fois en toute fin de match (1-2, 1-3 cumul.). Leur parcours se terminera finalement en 8e de finale où ils seront éliminés par le Shakhtar Donetsk (4-1 cumul.). Au terme des play-offs, le Sporting finira second derrière le Club de Bruges après avoir glané dix-neuf points sur trente possibles. Ce sera l'année de trop pour Besnik Hasi, limogé en mai 2016.

### Superbe parcours européen et34etitre

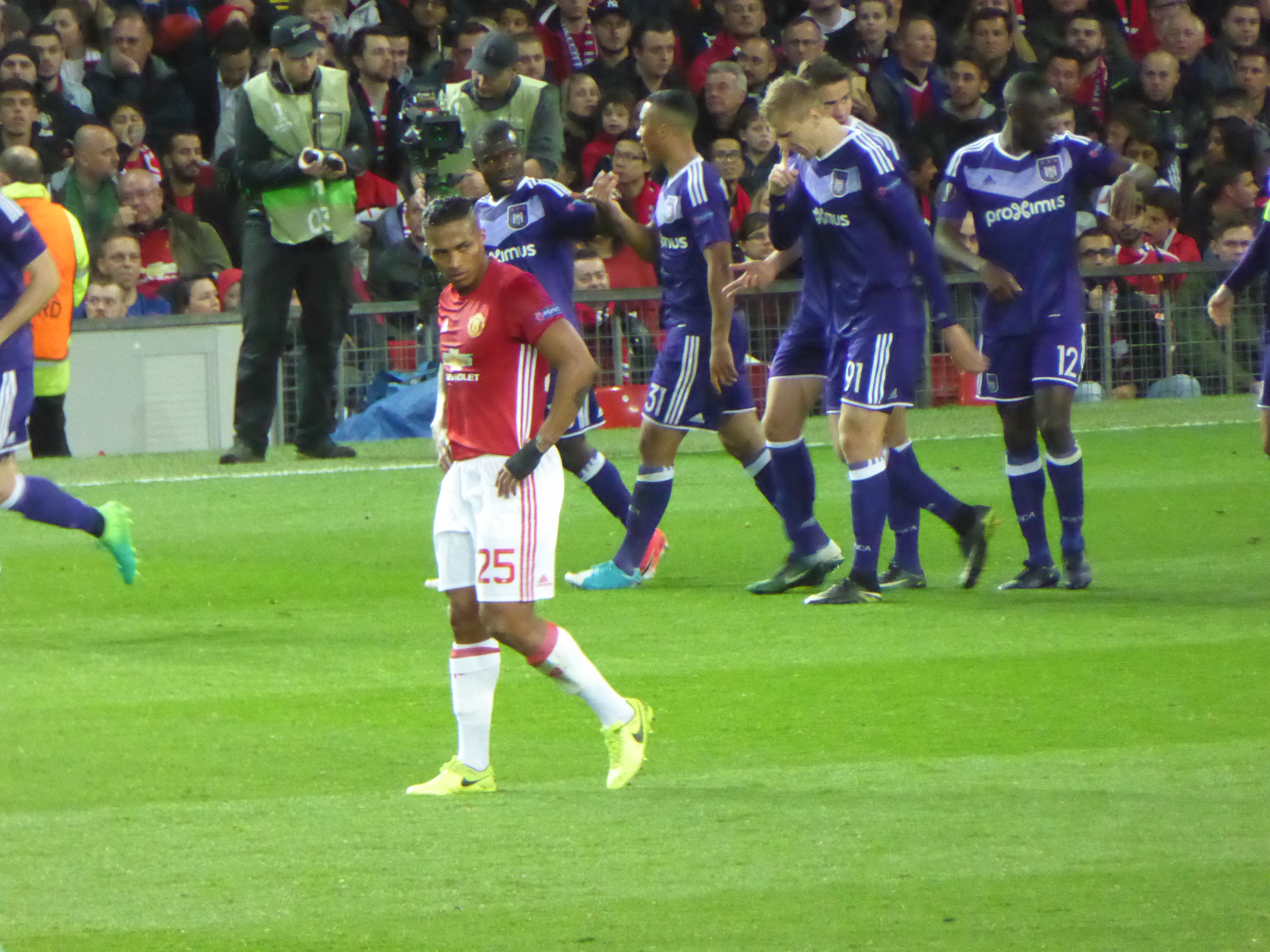
Manchester United - RSC Anderlecht en Ligue Europa (20/04/2017).

Après un superbe mercato estival avec les arrivées de Łukasz Teodorczyk (prêté avec option d'achat par le Dynamo Kiev), Nicolae Stanciu (Steaua Bucarest), Sofiane Hanni (KV Mechelen), Sébastian De Maio (Genoa FC), Alexandru Chipciu (Steaua Bucarest), Dennis Appiah (Caen), Trézéguet (Al Ahly Sporting Club), Diego Capel (Genoa FC), Massimo Bruno (en prêt du RB Leipzig) et Uros Spajic (prêté avec option d'achat par Toulouse FC), le Sporting d'Anderlecht est plus renforcé pour entamer une nouvelle saison parmi l'élite belge. Même si des joueurs comme Dennis Praet (Sampdoria), Matias Suarez (Belgrano), Silvio Proto (Ostende) et Steven Defour (Burnley FC), Stefano Okaka (Watford) et Idrissa Sylla (Queens Park Rangers) quittent le club, l'arrivée du nouvel entraineur suisse René Weiler va tout changer. Les Mauves entament le championnat difficilement et paraissent loin du titre. La pression sur l'équipe et sur l'entraîneur est énorme et les critiques sont nombreuses. En Ligue Europa, Anderlecht affronte l'AS Saint-Étienne, FSV Mainz 05 et Qabala. Il finit deuxième du groupe derrière l'AS Saint-Etienne et affrontera le Zenit Saint-Pétersbourg en seizième de finale.
Au mercato d'hiver, Anderlecht recrute Adrien Trebel (Standard de Liège), Isaac Kiese Thelin (prêté avec option d'achat par Bordeaux), Dylan Lambrecth (RFC Liège) et Ruben Martinez (prêté par le Deportivo Coruña). Anthony Vanden Borre, est en revanche cédé au TP Mazembe. Après une belle qualification (victoire 2-0 au Stade Constant Van Den Stock et défaite 3-1 au Stade de Saint-Pétersbourg), les Mauves continuent leur chemin en battant l' APOEL Nicosie (victoire 0-1 au GSP Stadium et victoire 1-0 au Parc Astrid) puis tombent en quart contre le grand Manchester United. À domicile, les Bruxellois égalisent grâce à Leander Dendoncker en fin de rencontre et font 1-1. Lors du match retour, Henrik Mkhitaryan ouvre le score en faveur des Reds mais Sofiane Hanni égalise quelques minutes plus tard. Anderlecht se bat jusqu'à la dernière minute mais va tomber en fin des prolongations à la suite d'un but de Marcus Rashford (2-1). Le RSCA récolte 21 points sur 30 possibles remporte le championnat de Belgique lors de l'avant dernière journée en battant le Sporting Charleroi 1-3 grâce à un doublé de Łukasz Teodorczyk et un but de Massimo Bruno. L'Anderlechtois Youri Tielemans est élu Footballeur Pro de l'année, René Weiler entraineur de l'année et Łukasz Teodorczyk meilleur buteur ex-æquo avec Henry Onyekuru, l'attaquant du KAS Eupen.

### Une saison 2017-2018 difficile
Fraîchement couronnés champions de Belgique, les Mauves espèrent conserver leur titre et réaliser un beau parcours européen.

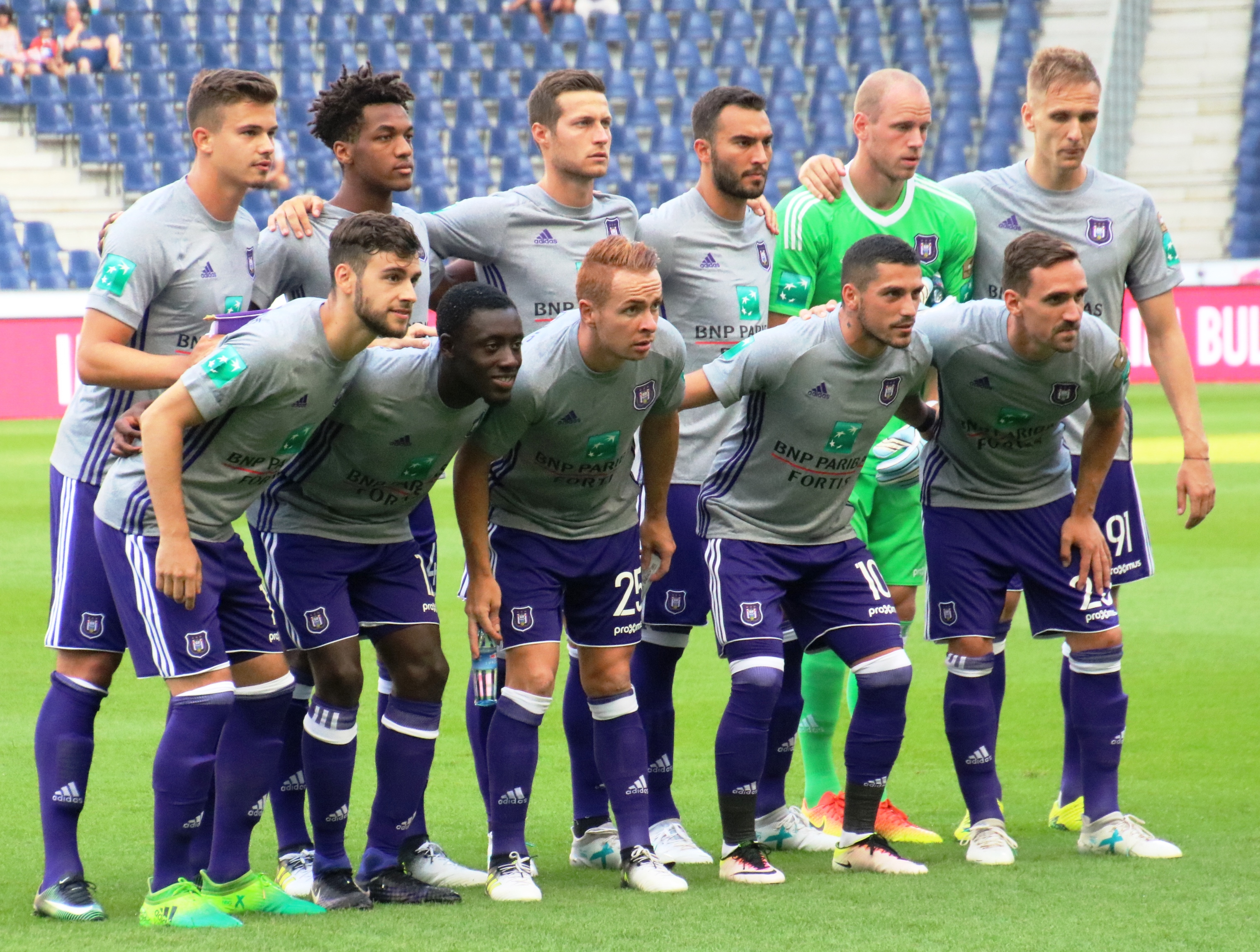
L'équipe d'Anderlecht, lors d'un match amical contre le Red Bull Salzbourg (07/07/2017).

Le RSC Anderlecht est versé dans le groupe B de la Ligue des champions 2017-2018 avec le Bayern Munich, le Paris Saint-Germain et le Celtic Glasgow. Après une défaite contre le Bayern Munich, les mauves s'inclinent 0-3 contre le Celtic Glasgow puis 4-0 et 5-0 contre le Paris Saint-Germain. La suite est meilleure malgré une défaite 1-2 contre les Bavarois car pour terminer, Anderlecht s'impose 1-0 contre le Celtic Glasgow. En championnat, Anderlecht fait deux matchs nuls 0-0 contre l'Antwerp et La Gantoise avant de perdre contre Sporting Charleroi et Saint-Trond VV. Septième du championnat début octobre, l'entraîneur René Weiler est remplacé par Hein Vanhaezebrouck. Celui-ci débute bien en battant KV Malines, Zulte Waregem et KAS Eupen. Le mercato hivernal n'est pas des plus réussis : Anderlecht n'arrive pas à attirer un attaquant digne de ce nom (le prêt d'Aleksandar Mitrovic ayant capoté) mais recrute tout de même Ryôta Morioka (Waasland-Beveren), Lazar Markovic (prêté par Liverpool FC) et Kenny Saief (prêté avec option d'achat par La Gantoise). Pendant la trêve hivernale, le club annonce avoir été racheté par Marc Coucke, jusqu'alors président du KV Ostende. Roger Van Den Stock passe donc la main après 22 ans de présidence. Cependant, Marc Coucke n'entrera en fonction que le 1er mars, voulant éviter tout conflit d’intérêt entre son club de l'époque et son futur club. Anderlecht se qualifie pour les playoffs-1 mais ne réalise pas le parcours espéré. Le Club de Bruges devient champion de Belgique devant le Standard de Liège et Anderlecht terminera troisième, synonyme de qualification pour la Ligue Europa.

#### Rachat du club par Marc Coucke
Roger Vanden Stock décide de vendre son club car il veut se consacrer davantage à sa famille, lui qui a dirigé Anderlecht pendant une période de temps importante (1996-2018). Paul Gheysens se présente et ferait du futur Eurostadium le nouveau stade d'Anderlecht. L'autre candidat fut Alicher Ousmanov, qui détient déjà des parts d'Arsenal. L'Ouzbek voulait faire d'Anderlecht une équipe "satellite" pour les jeunes d'Arsenal, ce qui fut fort contesté naturellement.
Par surprise, Marc Coucke fut choisi alors qu'aucune rumeur ne menait à lui. Les supporters, la direction et le monde du football belge fut rapidement rassuré par ce choix. Marc Coucke avait réalisé beaucoup de prouesses à Ostende, menant le club de troisième division au barrages de la Ligue Europa.
Ce rachat signifie la fin de l'ère Vanden Stock qui fut à la tête d'Anderlecht depuis 46 ans. Au total, Constant et Roger ont à leur palmarès 20 titres de champions, 8 Coupes de Belgique et 13 Supercoupes. Roger deviendra président d'honneur durant un an en attendant l'entrée officielle en fonction de Marc Coucke. Herman Van Holsbeek, le directeur sportif, sera remplacé par Luc Devroe, ancien bras droit de Marc Coucke au KV Ostende. Les ambitions du milliardaire belge sont de nouvelles infrastructures (stade) et des parcours européens plus fructueux.

### La saison 2018-2019: Des grands espoirs à la désillusion

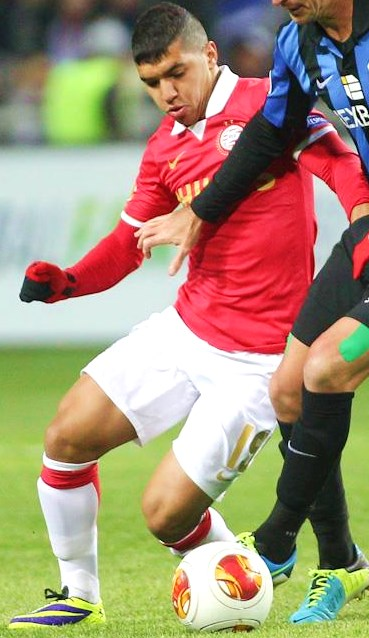
Zakaria Bakkali, l'un des transferts du mercato estival 2018-2019.

Assurés d'un avenir financier stable, Anderlecht et ses supporters rêvent de meilleurs résultats, notamment sur la scène européenne.
Luc Devroe, le directeur sportif, effectue treize transferts : Luka Adzic (Crvena Zvezda), Landry Dimata (prêté avec option d'achat en provenance du VFL Wolfsbourg), Evgeny Makarenko (KV Courtrai), Antonio Milic (KV Ostende), Knowledge Musona (KV Ostende), Ilias Moutha-Sebtaoui (Manchester United), Thomas Didillon (FC Metz), Ivan Santini (Stade Malherbe Caen), Kristal Abazaj (Luftëtari Gjirokastër), Kenny Saief (La Gantoise), Zakaria Bakkali (Valencia CF), Ognjen Vranješ (AEK Athènes) et Elias Cobbaut (KV Malines) viennent renforcer le club. Les mauves débutent le Championnat de Belgique de football 2018-2019 par un 12/12 et le duo d'attaque Landry Dimata/Ivan Santini brille. L'espoir belge inscrit 5 buts en 4 matchs et le croate en inscrit 7 dont des triplés contre KV Courtrai et KV Ostende. La suite est très compliquée et Anderlecht enchaîne les mauvais matchs en concédant deux nuls à domicile contre Antwerp et Saint-Trond VV puis une défaite à Bruges. Les mauves perdent aussi en Ligue Europa contre Spartak Trnava (1-0) et Dinamo Zagreb (0-2) puis est éliminé en Coupe de Belgique de football 2018-2019 face à l'Union Saint-Gilloise à la suite du triplé de Youssouf Niakaté. La situation entre Hein Vanhaezebrouck et les supporters devient de plus en plus compliquée. Affichant un niveau de jeu exécrable et surnommée par certains analystes comme « la pire équipe d’Anderlecht de tous les temps », les troupes d’Hein Vanhaezebrouck réalisent un nul contre Saint Trond (0-0), arrachent la victoire contre Zulte Waregem (1-2), puis contre le Cercle de Bruges (4-2). Néanmoins, les Mauves retombent dans leurs travers et, après un match nul contre Fenerbahce SK en Ligue Europa (2-2), s’inclinent contre le KAS Eupen (2-1). Le club est aussi contraint au nul à domicile contre Lokeren (1-1) en encaissant un but d’une icône d’Anderlecht, Olivier Deschacht. Après ce match, les critiques pleuvent sur l’équipe et Marc Coucke reconnaît le faible niveau de jeu montré par Anderlecht. Sans impressionner, les Bruxellois s’imposent contre Waasland-Beveren de justesse (1-2). Quelques jours plus tard, le Sporting est définitivement éliminé de la Ligue Europa 2018-2019 après s'être incliné contre les Turcs du Fenerbahce SK (2-0). Un doublé de Sven Kums permet la victoire face à La Gantoise (2-0), mais Saint-Trond terrasse les Anderlechtois au Stayen deux semaines après (4-2). Au sortir du match contre les Canaris, le manager sportif Luc Devroe est remplacé par Michael Verschueren. Les mauves et blancs réalisent un nul contre le Spartak Trnava à domicile (0-0). Une défaite contre Genk (0-1), un match nul contre Charleroi (1-1) puis de nouveau contre le Dinamo Zagreb (0-0) et une défaite au Jan-Breydel Stadium face au Cercle Bruges (2-1) poussent les dirigeants à agir. L'entraineur Hein Vanhaezebrouck est remercié le 16 décembre 2018 à la suite de l'absence de bons résultats du club depuis son arrivée. C'est la première fois en vingt ans que le Sporting se sépare d'un entraineur sans que celui-ci n'ait offert un seul titre depuis ses débuts. Le T2 Karim Belhocine est chargé de l'intérim pour les deux dernières rencontres avant la trêve d'hiver
Le 20 décembre 2018, en prévision d'un mercato d'hiver qui semble crucial pour la suite de la saison, Frank Arnesen est nommé directeur technique. Le 6 janvier 2019, Fred Rutten devient le nouvel entraîneur d'Anderlecht et met ainsi fin à l'intérim de Karim Belhocine. Pour entamer la dernière ligne droite du championnat, deux transferts sont effectués au mercato hivernal : Peter Žulj (SK Sturm Graz) et Yannick Bolasie (prêté par Everton). Fred Rutten commence son travail à Anderlecht avec une courte défaite à Gand (1-0). Les Mauves gagnent ensuite contre Eupen (2-1) avant de tomber face au Standard de Liège (2-1). Ils réalisent un match nul contre Zulte Waregem et s'exposent à une non-qualification en Play-offs 1. Un but en fin de match de Yannick Bolasie suffit à Anderlecht contre l'Antwerp (1-0). L'équipe, menée par un Yari Verschaeren en grande forme, réalise un match nul contre Bruges (2-2), bat Lokeren en assurant sa qualification pour les Play-offs 1, s'impose contre Courtrai (2-0) mais également contre Ostende (0-2). Rutten et ses hommes ont obtenu un bilan hors play-offs de 17 points sur 27 possibles. Le 30 mars 2019 réserve aux Mauves une débâcle contre Genk (3-0). La suite de la compétition est catastrophique pour le club le plus titré de Belgique : ils perdent contre Bruges en mettant fin à une série de 30 rencontres sans défaite à domicile contre ce club (2-3) et ils trébuchent contre l'Antwerp (1-2). Dans une ambiance délétère, les Andelechtois abordent de la pire façon le Clasico face au Standard (menés 2-0 après 30 minutes de jeu). Les supporters décident de passer à l'action : de nombreux fumigènes sont jetés sur la pelouse, des sièges sont arrachés et d'autres dégâts sont à déplorer à la sortie du stade. L'arbitre décide de stopper le match après seulement une demi-heure de jeu. Le bilan est lourd pour Rutten (0 points pris sur 12, en comptant le forfait face au Standard). Il cède face à la pression intense en étant licencié le 16 avril. Karim Belhocine assurera l'intérim en tant qu'entraîneur principal avec l'ambition de redresser un bateau en pleine tempête. Anderlecht prend son premier point en play-offs après un match poussif contre Gand (0-0). Ils sont néanmoins défaits à Bruges la semaine suivante (1-0). Conscients de la situation déplorable, les joueurs se doivent de redorer un blason si souvent terni cette saison. Ils battent l'ennemi juré liégeois à domicile (2-1) en évoluant en infériorité numérique pendant la majeure partie de la rencontre. Deux matchs nuls contre l'Antwerp (1-1) et Genk (1-1) scellent les espoirs européens des Mauves et Blancs. Le 19 mai, le Sporting perd son dernier match de la saison à Gand sur le score de 2-1. Il finit donc 6e et dernier des play-offs 1 soit son moins bon résultat depuis la saison 1972-1973. Pire encore, cette 6e place est synonyme de non-qualification pour une compétition européenne pour le club qui pouvait s'enorgueillir d'une présence ininterrompue depuis 55 années.

### La nouvelle ère d'Anderlecht

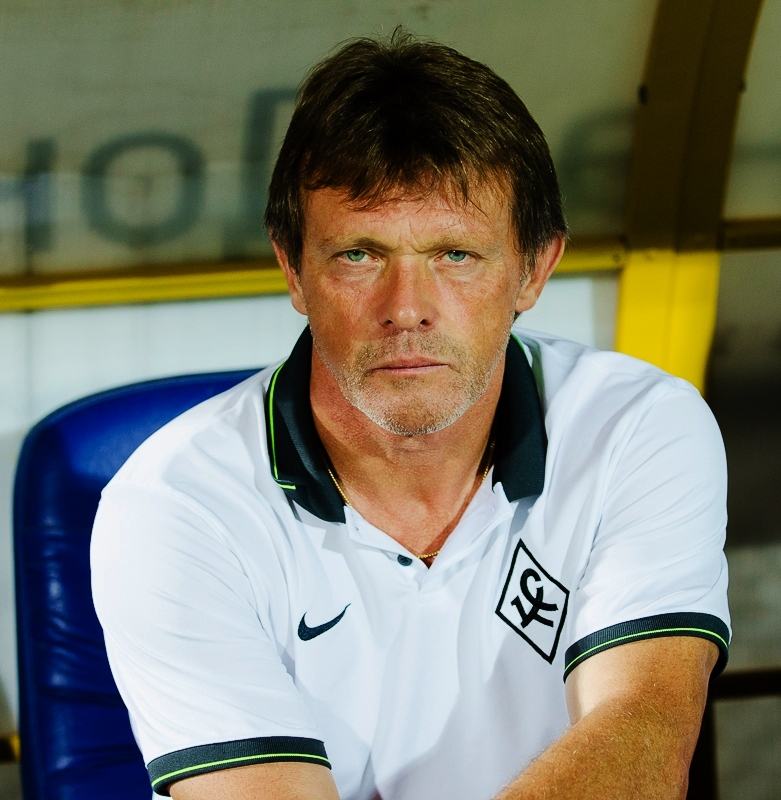
Franky Vercauteren, l'entraîneur d'Anderlecht.

Le 19 mai 2019, l'enfant de la maison mauve, Vincent “Vince the Prince” Kompany est annoncé en grande pompe au RSC Anderlecht. Il y jouera un rôle d'entraîneur-joueur. Il a pour but de réanimer l'équipe et de faire revivre le club. Dans une courte vidéo, les deux hommes forts du Sporting Michael Verschueren et Marc Coucke annoncent que l'ère nouvelle du club le plus titré de Belgique vient de commencer. Anderlecht l'a bien compris, il devra recruter intelligemment pour revenir à son meilleur niveau. L'amertume et la déception de la saison écoulée laissent place à une véritable révolution mauve : Michel Vlap (SC Heereenveen), Samir Nasri (libre), les Diables Rouges Hendrik Van Crombrugge (KAS Eupen) et Nacer Chadli (AS Monaco), Philippe Sandler (Manchester City), Derrick Luckassen (PSV EIndhoven) ainsi que Kemar Roofe (Leeds United) se joignent aux rangs anderlechtois. Simon Davies, ancien entraîneur des U21 de Manchester City, est nommé entraîneur principal d'Anderlecht en complément de Vincent Kompany.
Ce mercato laisse entrevoir aux fans mauves une belle saison, mais bien qu'affichant un jeu de possession bien meilleur que celui de la défunte saison, les Mauves échouent souvent en zone de finition. Présentant un premier bilan de 9/30, le club le plus titré de Belgique sait pertinemment qu'il faut agir, et vite. Franck Vercauteren, le “Petit prince du Parc”, remplace Simon Davies au poste de T1. Ce dernier reste néanmoins « coach de terrain », rejoignant ainsi l'équipe de préparateurs. Frank Arnesen, responsable du recrutement des jeunes pousses anderlechtoises, est licencié. La ligne directrice du nouvel entraîneur est claire : les idées du tandem Davies-Kompany sont bonnes, mais nécessitent davantage d'efficacité pour pouvoir fonctionner. Mais la situation n'évolue pas assez dans le bon sens lors du deuxième tiers de la compétition préalable aux playoffs : peu aidé, il est vrai, par le grand nombre de blessés, Anderlecht se trouve, à la fin de l'année 2019, à la neuvième place du classement général, à 7 points de la sixième place (dernière place qualificative pour les playoffs 1).
Le 17 août 2020, Vincent Kompany prend sa retraite en tant que joueur et remplace Vercauteren au poste d'entraîneur. Les débuts de Vincent Kompany sont en dents de scies, variant entre beau jeu et match médiocre, le club manque cruellement de régularité, les points ne suivent pas non plus, le club ne parvenant pas à enchainer plus de deux victoires d'affilée. La qualification pour les Playoffs 1 est en danger, notamment due aux nombreuses équipes très peu éloignées sur le tableau et par ce nouveau format exceptionnel à 4 équipes et non pas à 6 comme les années précédentes. À quelques journées de la fin, le club se voit un calendrier chargé pour les 4 derniers matchs de la phase classique,notamment face à l'Antwerp (2ème) et Bruges. Le club parvient à se défaire de ses deux derniers et retrouve un niveau de jeu convaincant et une grande efficacité. Kompany trouve son équipe-type.

## Palmarès et statistiques

### Trophées
| Compétitions officielles | Compétitions internationales |
| - Championnat de Belgique (34) : - Champion : 1947, 1949, 1950, 1951, 1954, 1955, 1956, 1959, 1962, 1964, 1965, 1966, 1967, 1968, 1972, 1974, 1981, 1985, 1986, 1987, 1991, 1993, 1994, 1995, 2000, 2001, 2004, 2006, 2007, 2010, 2012, 2013, 2014, 2017 - Vice-champion : 1944, 1948, 1953, 1957, 1960, 1976, 1977, 1978, 1979, 1982, 1983, 1984, 1989, 1990, 1992, 1996, 2003, 2005, 2008, 2009 et 2016 - Coupe de Belgique (9) : - Vainqueur : 1965, 1972, 1973, 1975, 1976, 1988, 1989, 1994 et 2008 - Finaliste : 1966, 1977, 1997, 2015, 2022 et 2025 - Supercoupe de Belgique (13) : - Vainqueur : 1985, 1987, 1993, 1995, 2000, 2001, 2006, 2007, 2010, 2012, 2013, 2014 et 2017 - Coupe de la Ligue (3) : - Vainqueur : 1973, 1974 et 2000 - Finaliste : 1975 et 1986 - Championnat de Belgique de D2 (2) : - Champion : 1924 et 1935 | - Coupe d'Europe des Vainqueurs de Coupe (C2) (2) : - Vainqueur : 1976 et 1978 - Finaliste : 1977 et 1990. - Coupe de l'UEFA/Ligue Europa (C3) (1): - Vainqueur : 1983 - Finaliste : 1984 - Coupe des Villes de Foire : - Finaliste : 1970 - Supercoupe de l'UEFA (2) : - Vainqueur : 1976 et 1978. |
| Compétitions régionales | Tournois saisonniers |
| - Benelux Cup (en) : - Finaliste : 1958 - Matines brugeoises (2) : - Vainqueur : 1985 et 1989 | - Tournoi d'Amsterdam (1) : - Vainqueur : 1976 - Tournoi de Paris (3) : - Vainqueur : 1964, 1966 et 1977 |

### Participation aux championnats nationaux
Statistiques mises à jour le 26 février 2025 (terme de la saison 2023-2024)
| Niv | Divisions     | Jouées | Titres | TM Prom. | TM Maint. |
| --- | ------------- | ------ | ------ | -------- | --------- |
| I   | 1re nationale | 94     | 34     | 2        |           |
| II  | 2e nationale  | 10     | 2      | 1        |           |
| III | 3e nationale  | 0      | 0      |          |           |
| IV  | 4e nationale  | 0      | 0      |          |           |
| V   | 5e nationale  | 0      | 0      |          |           |
|     |               |        |        |          |           |
|     | TOTAUX        | 104    | 36     | 3        | 0         |

### Parcours européens

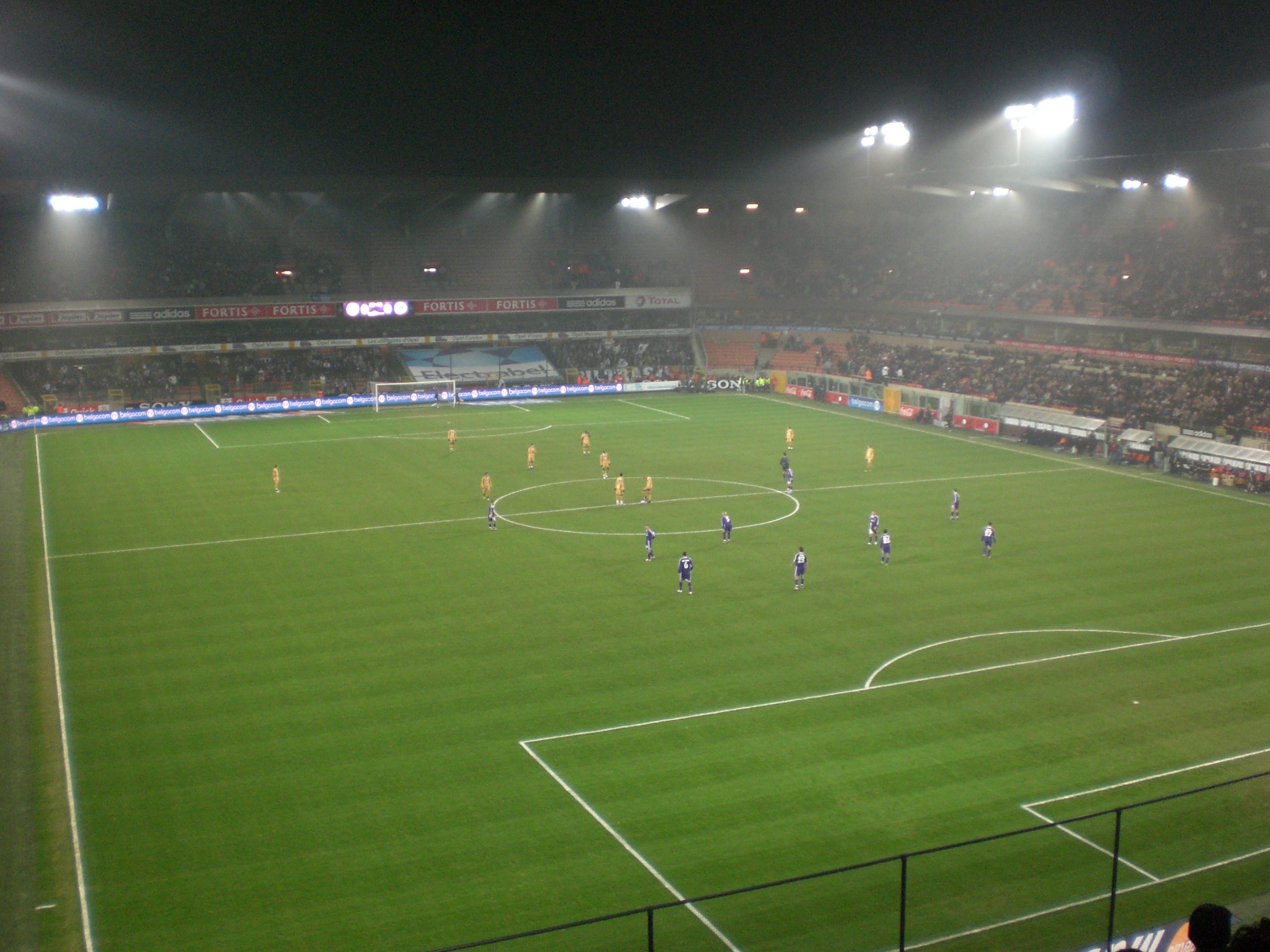
Le coup d'envoi de la rencontre du 1/16e de finale de Coupe UEFA contre les Girondins de Bordeaux (2-1), le 13 février 2008.

Anderlecht est classé 45e club européen selon l'indice UEFA au 18 mars 2010. À l'issue de la saison 2009-2010, le RSCA a participé 47 fois à une compétition européenne (24 en C1, 8 en C2 et 15 en C3) avec un bilan de 288 matchs pour 141 victoires, 93 défaites et 54 nuls (497 buts pour, 366 buts contre). Surtout, Anderlecht est vainqueur de la Coupe d'Europe des vainqueurs de coupe en 1976 et 1978 et de la Coupe UEFA en 1983. Le club a également été demi-finaliste de la Coupe des clubs champions 1981-1982 et 1985-1986.
| Compétition                            | Matchs | Victoires | Nuls | Défaites | Buts pour | Buts contre |
| -------------------------------------- | ------ | --------- | ---- | -------- | --------- | ----------- |
| Ligue des champions                    | 171    | 63        | 37   | 71       | 259       | 259         |
| Coupe d'Europe des vainqueurs de Coupe | 44     | 29        | 3    | 12       | 86        | 34          |
| Coupe UEFA                             | 113    | 57        | 27   | 29       | 196       | 118         |
| Coupe des villes de foires             | 18     | 13        | 0    | 5        | 51        | 27          |
| Supercoupe d'Europe                    | 4      | 2         | 0    | 2        | 9         | 6           |
| TOTAL                                  | 350    | 164       | 67   | 119      | 601       | 444         |

### Coefficient UEFA
Le coefficient UEFA est utilisé lors des tirages au sort des compétitions continentales organisées par l'Union des associations européennes de football. En fonction des performances des clubs sur le plan européen pendant cinq saisons, ce coefficient est calculé grâce à un système de points et un classement est établi. À l'issue de la saison 2024-2025, le RSC Anderlecht est 72e du Classement UEFA. Ses plus grands rivaux sur la scène belge, le Club de Bruges et le Standard de Liège, sont respectivement 24e et 142e du classement.
| Rang | Evo. | Club           | 21/22 | 22/23  | 23/24  | 24/25  | 25/26 | Pts    |
| ---- | ---- | -------------- | ----- | ------ | ------ | ------ | ----- | ------ |
| 65   | 4    | Qarabağ FK     | 9.000 | 6.000  | 11.000 | 3.000  | 0.000 | 29.000 |
| 66   | 4    | Legia Varsovie | 4.000 | -      | 9.000  | 15.500 | 0.000 | 28.500 |
| 67   | 5    | RSC Anderlecht | 2.500 | 12.000 | -      | 13.750 | 0.000 | 28.250 |
| 68   | 6    | SC Fribourg    | -     | 15.000 | 13.000 | -      | 0.000 | 28.000 |
| 69   | 1    | Rapid Vienne   | 4.000 | 2.500  | 2.500  | 18.250 | 0.000 | 27.250 |

#### Évolution du classement
| Année | Rang | Évolution     |
| ----- | ---- | ------------- |
| 1963  | 70   | en stagnation |
| 1964  | 87   | 17            |
| 1965  | 64   | 23            |
| 1966  | 37   | 27            |
| 1967  | 27   | 10            |
| 1968  | 31   | 4             |
| 1969  | 17   | 14            |
| 1970  | 4    | 13            |
| 1971  | 5    | 1             |
| 1972  | 10   | 5             |
| 1973  | 13   | 3             |
| 1974  | 21   | 8             |
| 1975  | 26   | 5             |
| 1976  | 22   | 4             |
| 1977  | 9    | 13            |
| 1978  | 5    | 4             |
| 1979  | 5    | en stagnation |
| 1980  | 3    | 2             |
| 1981  | 4    | 1             |
| 1982  | 3    | 1             |
| 1983  | 5    | 2             |
| 1984  | 4    | 1             |
| 1985  | 6    | 2             |
| 1986  | 1    | 5             |
| 1987  | 3    | 2             |
| 1988  | 3    | en stagnation |
| 1989  | 7    | 4             |
| 1990  | 5    | 2             |
| 1991  | 6    | 1             |
| 1992  | 5    | 1             |
| 1993  | 6    | 1             |
| 1994  | 4    | 2             |
| 1995  | 11   | 7             |
| 1996  | 24   | 13            |
| 1997  | 26   | 2             |
| 1998  | 38   | 12            |
| 1999  | 82   | 44            |
| 2000  | 81   | 1             |
| 2001  | 56   | 25            |
| 2002  | 65   | 9             |
| 2003  | 53   | 12            |
| 2004  | 38   | 15            |
| 2005  | 58   | 20            |
| 2006  | 58   | 20            |
| 2007  | 53   | 5             |
| 2008  | 56   | 3             |
| 2009  | 65   | 9             |
| 2010  | 45   | 20            |
| 2011  | 48   | 3             |
| 2012  | 41   | 7             |
| 2013  | 51   | 10            |
| 2014  | 44   | 7             |
| 2015  | 41   | 3             |
| 2016  | 38   | 3             |
| 2017  | 32   | 6             |
| 2018  | 33   | 1             |
| 2019  | 33   | en stagnation |
| 2020  | 42   | 9             |
| 2021  | 62   | 20            |
| 2022  | 121  | 59            |
| 2023  | 92   | 6             |
| 2024  | 107  | 15            |
| 2025  | 72   | 35            |

### Coupes Jeunes
UEFA Youth League (-19 ans)
Demi-finaliste en 2015, 2016
NextGen Series (-19 ans)
Huitième de Finale en 2013
Tournoi de Viareggio (-19 ans)
Vainqueur en 2013
Finaliste en 2014
AEGON Future Cup (en) (-17 ans)
Vainqueur en 2011, 2013, 2015
Kevin De Bruyne Cup (-15 ans)
Vainqueur en 2018

#### titre de champion de Belgique
Réserve : 3 titres Champion (2017, 2018, 2020)

U21 : 1 titre Champion (2021)

U14 : 1 titre Champion (2024)

U17 : 2 titres Champion (2017, 2018)

U16 : 3 titres Champion (2017, 2021, 2022)

U15 : 3 titres Champion (2017, 2020, 2025)

U14 : 5 titres Champion (2017, 2018, 2020, 2021, 2025)

U13 : 5 titres Champion (2018, 2019, 2022, 2023, 2025)

## Records
En championnat
Plus large victoire en championnat de Belgique (à domicile) : 12-0 contre le Cercle de Bruges en (1965-1966).
Plus large victoire en championnat de Belgique (à l'extérieur) : 2-9 au Racing Jet de Bruxelles en (1984-1985).
22 Souliers d'or et 8 Souliers d'ébène.
Seul club belge à avoir gagné 5 titres consécutifs (1964-1968).
En coupe d'Europe
- Coupe des Champions - Ligue des Champions

Plus grand nombre de buts marqués : 10 contre le  FC Haka (1966/67)

Plus large victoire : 9 buts d'écart contre le  FC Haka (1966/67) et  Derry City (1965/66)
Plus grand nombre de buts encaissés : 10 contre  Manchester United (1956/57)

Plus large défaite : 10 buts d'écart contre  Manchester United (1956/57)
- Coupe des Vainqueurs de Coupe

Plus grand nombre de buts marqués : 6 contre  Ballymena United (1989/90),  Lokomotiv Sofia (1977/78)

Plus large victoire : 6 buts d'écart contre  Ballymena United (1989/90)
- Coupe UEFA

Plus grand nombre de buts marqués : 7 contre  Coleraine FC {(1969/70)

Plus large victoire : 6 buts d'écart contre  Valur (1969/70)
Plus grand nombre de buts encaissés : 6 contre le  Real Madrid (1984/85)

Plus large défaite : 5 buts d'écart contre le  Real Madrid (1984/85) et le  Bayern Munich (2007/2008)
Records divers
Série de 45 matches sans défaite à domicile en coupes d’Europe (du 17 juillet 1975 contre le  Steaua Bucarest au 9 novembre 1988 contre le  FC Malines).
En 1963, le RSCA établit son record d'assistance avec 64 073 spectateurs payants au Heysel, à l'occasion de la venue du  Dundee FC.
Le Sporting peut également se targuer d'avoir participé pendant 55 années d'affilée aux compétitions européennes (1964-2019). Seul le FC Barcelone a fait mieux.

## Infrastructure

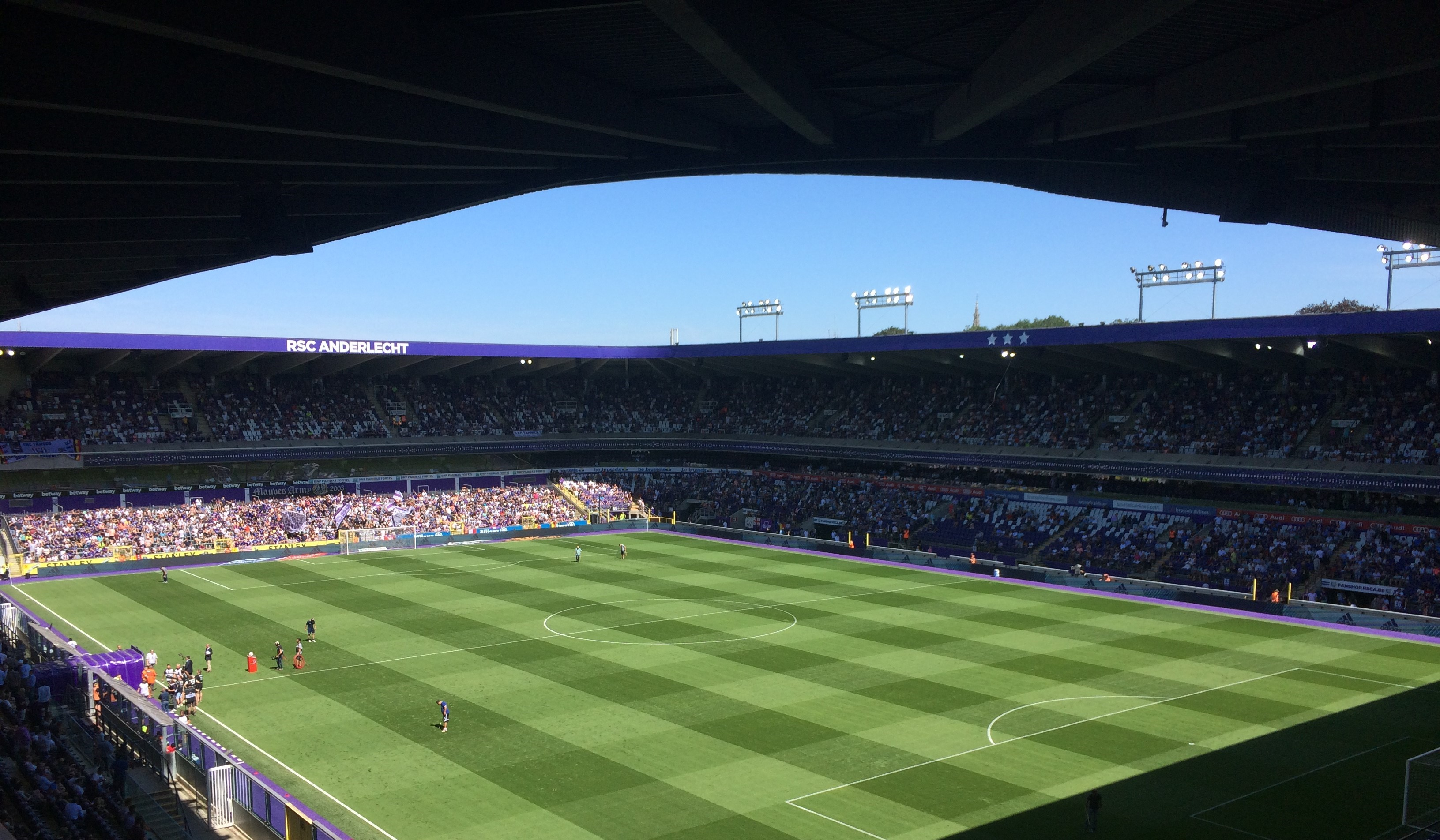
Le Stade Constant Vanden Stock, en août 2018.

Anderlecht évolue depuis 1917 dans le Lotto Park, officiellement Stade Constant Vanden Stock et anciennement appelé Stade Émile Versé. Ce stade a une capacité 22 500 spectateurs. Il dispose entre autres d'un chauffage de pelouse, de salles de presse, de salles de restauration, d'espaces VIP... Le RSCA évolue sur une pelouse naturelle, dont la caractéristique réside dans le fait qu'elle est entourée d'herbe mauve. De nombreux projets de rénovation ont déjà été envisagés (les dirigeants anderlechtois aimeraient une capacité de stade plus importante), voire des projets de destruction ou de réhabilitation du stade, lorsque le projet de l'Eurostadium était encore d'actualité.
Le Sporting s'entraîne au centre sportif de Neerpede, qui contient aussi des bureaux. Il est l'un des meilleurs centres d'entraînement de Belgique, étant équipé d'une salle de fitness, de salles de relaxation, d'une piscine de rééducation, d'un centre de kinésithérapie et d'un cabinet médical. Neerpede est aussi régulièrement utilisé par l'équipe nationale belge.
Le Stade Constant Vanden Stock est accessible en bus, mais aussi en métro grâce à la proximité de la station "Saint-Guidon".

## Aspects juridiques et financiers

### Forme juridique
Le RSC Anderlecht est resté une association sans but lucratif jusqu'en 2010. Le 11 février 2010, le club devient une société anonyme avec pour administrateurs : Marc Coucke, Joris Ide, Etienne Davignon, Alexandre Van Damme, Johan Beerlandt et Michel Verschueren.

### Budget
Selon les comptes annuels publiés sur le site de la Banque Nationale de Belgique, le chiffre d'affaires du RSCA pour l'exercice 2022-2023 est de 101 241 211 €.

## Personnalités du club

### Présidents
| Rang | Nom                   | Période          |
| ---- | --------------------- | ---------------- |
| 1    | Charles Roos (nl)     | 1908 - 1911      |
| 2    | Theo Verbeeck         | 1911 - août 1951 |
| 3    | Albert Roosens        | août 1951 - 1971 |
| 4    | Constant Vanden Stock | 1971 - 1996      |
| 5    | Roger Vanden Stock    | 1996 - 2017      |
| 6    | Marc Coucke           | mars 2018 - 2020 |
| 7    | Wouter Vandenhaute    | 2021 - ...       |

### Sécrétaire-Généraux / Managers
| Rang | Nom                  | Période     |
| ---- | -------------------- | ----------- |
| 1    | Albert Roosens       | 1944 - 1951 |
| 2    | Eugène Steppé (nl)   | 1951 - 1970 |
| 3    | Michel Verschueren   | 1980 - 2003 |
| 4    | Herman Van Holsbeeck | 2003 - 2017 |
| 5    | Philippe Collin      | 2017 - ...  |

### Entraîneurs
| Rang | Nom                     | Période          |
| ---- | ----------------------- | ---------------- |
| 1    | Matt Sullington         | 1908 - 1910      |
| 2    | Charles Howard          | 1910 - 1915      |
| 3    | William Growning        | 1920 - 1928      |
| 4    | Charles Howard          | 1928 - 1936      |
| 5    | Charles Gillis          | 1934 - 1935      |
| 6    | Willem Defour           | 1936 - 1938      |
| 7    | Emile Defevere          | 1938 - 1941      |
| 8    | Peter Rage              | 1941 - 1945      |
| 9    | Emile Defevere          | 1945 - 1946      |
| 10   | Georges Perino          | 1946 - 1947      |
| 11   | Ernest Smith            | 1947 - 1950      |
| 12   | William Gormlie         | 1950 - 1960      |
| 13   | Pierre Sinibaldi        | 1960 - 1966      |
| 14   | András Béres            | 1966 - 1967      |
| 15   | Arnold Deraeymaeker     | 1967 - 1968      |
| 16   | Norberto Höfling        | 1968 - 1970      |
| 17   | Pierre Sinibaldi        | 1970 - 1971      |
| 18   | Georg Kessler           | 1971 - 1973      |
| 19   | Hippolyte Van den Bosch | 1973             |
| 20   | Urbain Braems           | 1973 - 1975      |
| 21   | Hans Croon              | 1975 - 1976      |
| 22   | Raymond Goethals        | 1976 - 1979      |
| 23   | Urbain Braems           | 1979 - 1980      |
| 24   | Tomislav Ivić           | 1980 - 1983      |
| 25   | Paul Van Himst          | 1983 - déc. 1986 |
| 26   | Arie Haan               | jan. 1987 - 1987 |
| 27   | Georges Leekens         | 1987 - 1988      |
| 28   | Raymond Goethals        | 1988 - 1989      |
| 29   | Aad de Mos              | 1989 - 1992      |
| 30   | Luka Peruzović          | 1992 - 1993      |

| Rang | Nom                            | Période               |
| ---- | ------------------------------ | --------------------- |
| 31   | Johan Boskamp                  | 1993 - 1995           |
| 32   | Herbert Neumann                | 1995 - 1996           |
| 33   | Johan Boskamp                  | 1996 - 1997           |
| 34   | René Vandereycken              | 1997 - déc. 1997      |
| 35   | Arie Haan                      | jan. 1998 - sep. 1998 |
| 36   | Jean Dockx                     | sep. 1998 - 1999      |
| 37   | Aimé Antheunis                 | 1999 - 2002           |
| 38   | Hugo Broos                     | 2002 - fév. 2005      |
| 39   | Franky Vercauteren             | fév. 2005 - nov. 2007 |
| 40   | Ariël Jacobs                   | nov. 2007 - 2012      |
| 41   | John van den Brom              | 2012 - mars 2014      |
| 42   | Besnik Hasi                    | mars 2014 - mai 2016  |
| 43   | René Weiler                    | juin 2016 - sep. 2017 |
| 44   | Hein Vanhaezebrouck            | oct. 2017 - déc. 2018 |
| 45   | Fred Rutten                    | jan. 2019 - avr. 2019 |
| 46   | Vincent Kompany / Simon Davies | mai 2019 - oct. 2019  |
| 47   | Franky Vercauteren             | oct. 2019 - août 2020 |
| 48   | Vincent Kompany                | août 2020 - 2022      |
| 49   | Felice Mazzù                   | mai 2022 - oct. 2022  |
| 50   | Brian Riemer                   | déc. 2022 - sep. 2024 |
| 51   | David Hubert                   | sep. 2024 - mars 2025 |
| 52   | Besnik Hasi                    | mars 2025 -           |

### Anciens joueurs
Environ 92 joueurs du Sporting ont été sélectionnés en équipe de Belgique, pour un total de 1448 sélections[réf. nécessaire].

#### Titres et distinctions individuelles des joueurs du RSCA
| Meilleurs buteurs du championnat (18) - 1947 Jef Mermans (38 buts) - 1948 Jef Mermans (23 buts) - 1950 Jef Mermans (37 buts) - 1954 Hippolyte Van den Bosch (29 buts) - 1962 Jacques Stockman (29 buts) - 1964 Paul Van Himst (26 buts) - 1966 Paul Van Himst (25 buts) - 1967 Jan Mulder (20 buts) - 1968 Paul Van Himst (20 buts) - 1973 Robbie Rensenbrink (16 buts) - 1974 Attila Ladinsky (22 buts) - 1977 François Vander Elst (21 buts) - 1983 Erwin Vandenbergh (20 buts) - 1986 Erwin Vandenbergh (27 buts) - 1987 Arnór Guðjohnsen (19 buts) - 1989 Eddie Krnčević (23 buts) - 2001 Tomasz Radzinski (23 buts) - 2005 Nenad Jestrović (18 buts) - 2010 Romelu Lukaku (15 buts) - 2015 Aleksandar Mitrović (20 buts) - 2017 Łukasz Teodorczyk (22 buts) |  | Souliers d'or (22) - 1957 Jef Jurion - 1960 Paul Van Himst - 1961 Paul Van Himst - 1962 Jef Jurion - 1964 Wilfried Puis - 1965 Paul Van Himst - 1974 Paul Van Himst - 1976 Robbie Rensenbrink - 1983 Franky Vercauteren - 1984 Enzo Scifo - 1991 Marc Degryse - 1992 Philippe Albert - 1993 Pär Zetterberg - 1997 Pär Zetterberg - 1999 Lorenzo Staelens - 2000 Jan Koller - 2003 Aruna Dindane - 2004 Vincent Kompany - 2006 Mbark Boussoufa - 2010 Mbark Boussoufa - 2011 Matías Suárez - 2012 Dieumerci Mbokani - 2014 Dennis Praet |  | Souliers d'ébène (8) - 1996 Celestine Babayaro - 2003 Aruna Dindane - 2004 Vincent Kompany - 2005 Vincent Kompany - 2006 Mbark Boussoufa - 2007 Mohammed Tchité - 2009 Mbark Boussoufa - 2010 Mbark Boussoufa - 2011 Romelu Lukaku - 2012 Dieumerci Mbokani - 2017 Youri Tielemans |

| Footballeur pro de l'Année - (FootMagazine) - 1987 Juan Lozano - 1990 Marc Degryse - 1992 Philippe Albert - 1995 Marc Degryse - 1997 Pär Zetterberg - 1998 Pär Zetterberg - 2001 Walter Baseggio - 2004 Aruna Dindane - 2005 Vincent Kompany - 2007 Mohammed Tchité - 2009 Mbark Boussoufa - 2010 Mbark Boussoufa - 2012 Matías Suárez - 2017 Youri Tielemans |  | Jeune professionnel de l'année - (FootMagazine) - 1991 Bertrand Crasson - 1992 Johan Walem - 1995 Celestine Babayaro - 1996 Celestine Babayaro - 1999 Walter Baseggio - 2000 Walter Baseggio - 2001 Alin Stoica - 2004 Vincent Kompany - 2005 Vincent Kompany - 2007 Lucas Biglia - 2014 Youri Tielemans |  | Entraîneur de l'année - (FootMagazine) - 1983 Paul Van Himst - 2000 Aimé Anthuenis - 2001 Aimé Anthuenis - 2004 Hugo Broos - 2010 Ariël Jacobs - 2014 Besnik Hasi |

| Joueur de la saison - (Het Nieuwsblad) - 1971 Paul Van Himst - 1981 Morten Olsen - 1985 Morten Olsen - 1987 Arnór Guðjohnsen - 1991 Luis Oliveira - 1997 Pär Zetterberg |  | Footballeur de l'année - (Het Volk) - 1991 Luís Oliveira - 1992 Marc Degryse - 1993 Pär Zetterberg - 1995 Marc Degryse - 2017 Youri Tielemans |  | Espoir belge de l'année (Gala du sport belge) - 2009 Romelu Lukaku |

Fair-Play-(voetbalmagazine)
- 1998  Pär Zetterberg
- 1999  Pär Zetterberg
- 2000  Pär Zetterberg
- 2004  Pär Zetterberg
- 2005  Pär Zetterberg

Gardien de l'Année-(FootMagazine)
- 1994  Filip De Wilde
- 2000  Filip De Wilde
- 2007  Daniel Zítka
- 2012  Silvio Proto
- 2013  Silvio Proto

### Effectif professionnel actuel
En grisé, les sélections de joueurs internationaux chez les jeunes mais n'ayant jamais été appelés aux échelons supérieurs une fois l'âge-limite dépassé ou les joueurs ayant pris leur retraite internationale.

## La «filière argentine»

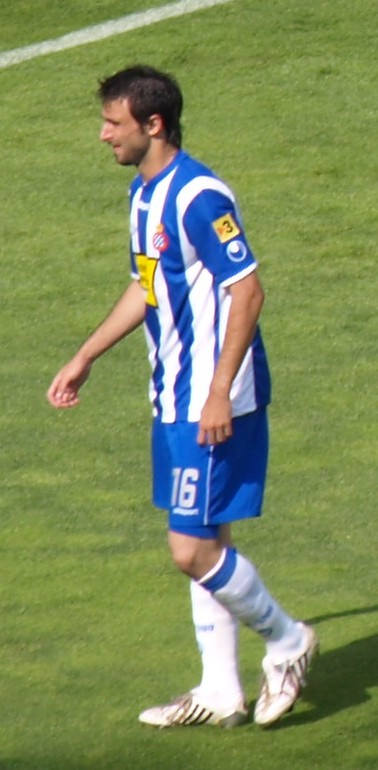
L'ancien Anderlechtois Nicolas Pareja, portant les couleurs de l'Espanyol Barcelone.

Depuis 2005, le RSCA dispose d'une cellule de scouting en Amérique du Sud, et particulièrement active en Argentine. Cette cellule se compose de Gérard Witters, le bras droit de Herman Van Holsbeeck sur place, et Werner Deraeve qui se charge de l'aspect sportif. Le juriste du sport Eduardo Palomar complète la cellule ainsi que l'agent de joueur Jorge Cyterszpiler jusque 2010. À Bruxelles, au sein du staff de l'équipe, José García est engagé en tant qu'interprète et afin de faciliter l'adaptation des gauchos. Witters est à la base de la création de cette cellule, il explique en 2006: « Depuis 1997, je m'y suis rendu 65 fois et j'y ai vécu plus de quatre ans. Par la force des choses, j'y ai suivi le football et j'ai découvert beaucoup de potentiel. J'en ai parlé aux membres de la direction du Sporting. Bien évidemment, attirer des noms comme Messi et Tévez était impossible pour Anderlecht. Mais il existait une multitude de joueurs de qualité, juste un niveau en dessous. J'ai eu un mois pour boucler un dossier fiable et entre-temps, Werner Deraeve revenait de sa première mission de scouting en Argentine. Tout s'est bien imbriqué, et très rapidement. Werner a vite constaté qu'il y avait des transferts très intéressants à réaliser. ».
La première trouvaille se nomme Nicolás Frutos en janvier 2006. Ce grand gabarit (1,94 m) est attiré à Bruxelles contre la somme de 2,5 millions d'euros versés à son club du CA Independiente. Très rapidement le héron, comme on le surnomme, fait ses preuves en participant activement au titre en marquant à neuf reprises durant le second tour. La suite de son passage à Anderlecht est marqué par une suite de blessures qui le pousse à prendre sa retraite début 2010 à seulement 29 ans. Néanmoins ses statistiques en mauve restent impressionnantes, il marque à 52 reprises en seulement 94 matchs.
Dans la foulée c'est Cristian Leiva, le milieu défensif du Club Atlético Banfield qui est acquis pour une somme estimée à 800 000 euros. Ce transfert est un échec, Leiva n'apparait que 5 fois durant la saison 2006-2006 et est cédé au RSC Charleroi en fin de saison.
En visionnant Frutos à l'Independiente, un jeune milieu de terrain saute aux yeux des scouts anderlechtois : Lucas Biglia. Le jeune milieu de terrain a déjà un beau palmarès, il était en effet le capitaine de l'équipe d'Argentine des moins de 20 ans de football championne du monde en 2005 et semble destiné à rejoindre un club européen huppé. Si le Villarreal et le Valence CF s'intéressent à lui, Biglia écoute les conseils de Nicolás Frutos et décide de rejoindre la capitale belge pour un montant de 3 000 000 euros. En Belgique, Biglia remporte la Supercoupe de Belgique de football en 2006, la Coupe de Belgique en 2008, est  champion de Belgique 2007 et 2010, et le trophée de Jeune Pro de l'année en 2007. Les supporteurs l'adoptent rapidement et lui donne le surnom de Petit Prince, tandis que successivement des clubs comme l'Espanyol Barcelone, l'Atlético Madrid et le Milan AC se renseignent à son sujet. Malgré ces sollicitations, le médian est toujours mauve en 2010 et est même promu vice-capitaine.

Toujours en 2006, le Sporting est à la recherche d'un défenseur central pour suppléer au départ de Vincent Kompany vers le Hamburger SV. C'est Nicolás Pareja, le défenseur de l'Argentinos Juniors, qui est recruté pour près de 2.000.000 d'euros. Considéré comme un grand talent dans son pays, et malgré l'intérêt du RCD Majorque, Pareja signe à Bruxelles, il explique: « La présence des trois autres Argentins a joué un rôle important dans ma décision(...). Ils faciliteront mon adaptation sur le terrain et en dehors. Je connais très bien Lucas (Biglia), pour avoir joué avec lui à Argentinos ». Le défenseur central jouera près de 50 matchs en deux saisons pour le compte des Anderlechtois, avec à la clé, une Supercoupe de Belgique de football (2006), la coupe de Belgique 2008, le  championnat de Belgique 2007, une phase de poule de Ligue des Champions et un huitième de finale de coupe de l'UEFA. Mais le sommet de cette période reste pour le joueur sa sélection et la victoire finale aux Jeux de Olympiques. « Tout ce qui compte, c'est que je vais accomplir un rêve : porter le maillot de la sélection argentine » déclare-t-il avant la compétition. À son retour des JO et peu avant la fin du marché des transferts, Anderlecht conclut un accord avec l'Espanyol Barcelone pour le transfert de Pareja, et ce pour un montant estimé à un peu plus de quatre millions d'euros.

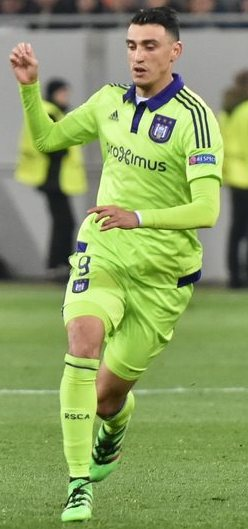
Matias Suarez, lors de sa dernière saison à Anderlecht, en 2016.

À partir de 2007, de nombreux clubs russes affolent le marché des transferts en faisant exploser les prix. Les montants demandés pour les joueurs argentins s'envolent, et la cellule de scouting anderlechtoise doit s'adapter. Les grands clubs de la capitale, beaucoup plus suivis par les grands clubs européens et dont, par corollaire, la valeur des joueurs augmente, sont mis de côté, pour s'intéresser à des clubs de province comme le Club Atlético Belgrano qui, de plus, connait des déboires financiers.
Au Belgrano, un jeune attaquant attire tout particulièrement l'œil des Bruxellois : Matías Suárez. Van Holsbeeck déclare à son sujet : « Nous avons découvert Suárez lorsqu'il avait 17 ans à l'occasion de ses débuts au sein de l'équipe première de Belgrano Córdoba. (...) Nous l'avons visionné une dizaine de fois au cours des deux années suivantes. Il arrive rarement qu'un joueur fasse l'unanimité autour de son nom, mais c'est le cas pour Suárez. » . Suárez, malgré l'intérêt d'autres clubs argentins, arrive à Bruxelles en juillet 2008 pour une somme de 1 200 000 euros. La première saison de l'attaquant est décevante, en cause une adaptation à la vie européenne difficile, et une blessure qui freine son éclosion. Mais dès l'entame de la saison 2009-2010, Suárez se met en évidence lors du match du troisième tour de qualification de la Ligue des Champions face au Sivasspor, et au tour suivant face à l'Olympique lyonnais, où il est le seul Anderlechtois à tirer son épingle du jeu. Son début de saison est excellent et il termine la saison avec un total de 15 buts toutes compétitions confondues, bien qu'à partir de l'automne l'éclosion de Romelu Lukaku augmente fortement la concurrence en front de bandière.
En 2010, la liaison Anderlecht-Belgrano est à nouveau activée avec l'arrivée de deux nouveaux joueurs. D'une part l'attaquant Pablo Chavarría est transféré pour une somme de  920 000 euros. Le joueur était également suivi par l'Atlético de Madrid, le Toulouse Football Club, et le Club América, mais préfère rejoindre son ami Matías Suárez en Belgique. Et d'autre part, le jeune Pier Barios rejoint les mauves dans le cadre d'un prêt pour une durée de un an. Son nouveau manager le décrit ainsi : « À Córdoba, il jouait derrière à gauche mais il peut évoluer à tous les postes dans la ligne arrière. Il est fort techniquement et à la relance.(....) », si ce prêt se révèle concluant, une option à hauteur de 550 000 euros a été ajoutée au contrat.
Un autre joueur argentin, Hernán Losada, a également porté les couleurs d'Anderlecht en 2008-2009, avant d'être prêté au SC Heerenveen en 2009-2010. Mais ce joueur a la particularité de ne pas avoir été repéré ni recruté en Argentine, puisqu'il a été transféré du Germinal Beerschot.
Biglia a été appelé en équipe nationale d'Argentine et il fut capitaine lors d'un match. Il a d'ailleurs joué la Copa America où les Argentins se sont fait battre par des sélections beaucoup plus faibles que l'Albiceleste. Nicolas Pareja est lui titulaire en équipe nationale.
Le club a également une filière brésilienne de seconde zone, Anderlecht a en effet pu recevoir Rivaldo en test quand ce dernier est arrivé en Europe, test avec une option d'achat, le club l'a jugé insuffisant. Les joueurs issus de la filière brésilienne sont Kanu, Samuel ou Reynaldo. Anderlecht intègre également des jeunes comme Renan et Fernando Canesin à la réserve du club.

## Anderlecht dans la culture populaire
Étant l'un des clubs les plus prestigieux de Belgique, Anderlecht est souvent présent lorsque l'on aborde le sujet du football dans la culture belge.
Plusieurs chansons se rapportent au RSC Anderlecht :
- 1977 : Jean Narcy et le Royal Sporting Club d'Anderlecht - Allons les mauves
- 1978 : Plastichke - Les mauves et blancs sont les plus grands et Vive les mauves et blancs d'Anderlecht
- 1981 : L'Équipe - Anderlecht 81
- 1985 : Grand Jojo et les joueurs - Anderlecht champion, titre comportant le célèbre "Olé (4x)" repris sur tous les terrains du monde
- 2011 : Les supporteurs même et l'association "Song 4 RSCA" - In purple we trust.

- 2013 : Vinz avec Prezy-H - RSC Anderlecht

- 2015 : Original Uman - Bienvenue à Bruxelles

### Logo du club
Le logo du club est composé du blason de la commune d'Anderlecht (avec St Guidon), de deux rameaux de blé symbolisant le prestige du club (c'est le club ayant remporté le plus de titres nationaux -34- devant le Club Bruges KV), de la devise du club " Mens sana in corpore sano", du premier logo du club (deux cercles, un mauve et un blanc, qui se croisent sur les lettres SCA, premier nom du club, Sporting Club Anderlecht), d'une couronne (le club porte le titre de "royal" depuis ses 50 ans d'existence) et de deux drapeaux belges.
Les 3 étoiles sont présentes depuis 2011 pour symboliser le 30e titre de champion de Belgique. Une version modernisée du logo est utilisée à partir de la saison 2023-2024.

2011-2023
Depuis 2023

## Autres équipes

### Équipe réserve et sections jeunes

#### Effectif actuel de l'équipe U23
Le tableau suivant liste les joueurs de l'équipe U23 (RSCA Futures) pour la saison 2024-2025 évoluant en Challenger Pro League.